# 麦当劳

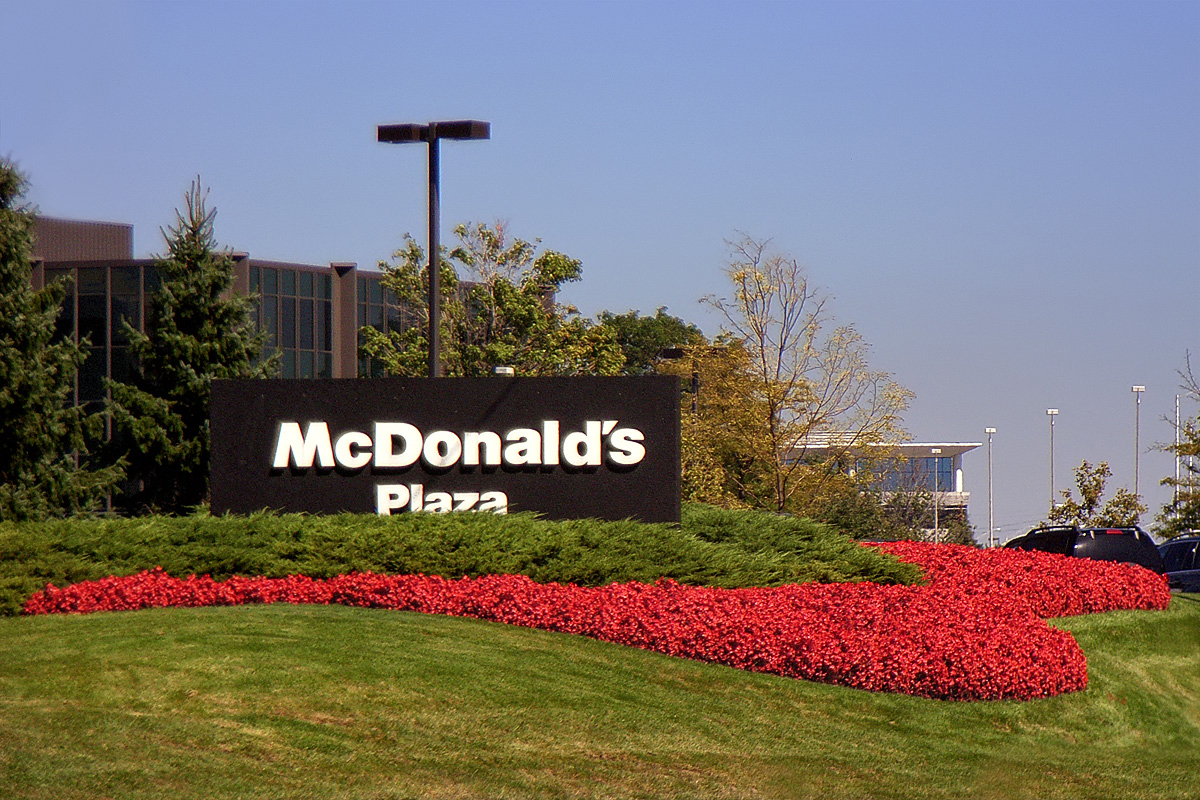
麦当劳广场，為麥當勞總部所在地

麥當勞公司（英語：McDonald's Corporation），在中國稱「金拱門」，是源自美國的跨國快餐連鎖企業，於1940年由理察和莫里斯·麥當勞兄弟在美國加利福尼亞州聖貝納迪諾市成立，當時是一家餐廳。他們將自己的業務重新命名為漢堡攤，後來將公司轉變為加盟連鎖企業，並於1953年在亞利桑那州鳳凰城的一個地點推出了金色拱門標誌。1955年，商人雷·克洛克作為加盟連鎖代理加入公司，並於1961年買下麥當勞兄弟的全部股份。總部先前位於伊利諾州奧克布魯克，於2018年6月遷至芝加哥。麥當勞也是一家房地產公司，擁有約70%的餐廳建築等（出租給其加盟連鎖商）。
麥當勞是當今全球規模最大的速食連鎖企業，截至2021年，每天在100多個國家的40,000多個門市為超過6,900萬名顧客提供服務。麥當勞以其漢堡和炸薯條聞名，儘管其菜單還包括雞肉、魚、水果和沙拉等其他食品。該企業最暢銷的產品是炸薯條，其次是大麥克漢堡。麥當勞公司的收入來自加盟連鎖商支付的租金和加盟金等，以及公司經營的餐廳的銷售額。麥當勞是世界第二大私人雇主，擁有170萬名員工（僅次於沃爾瑪的230萬名員工），其中大多數在加盟連鎖分店。
麥當勞因其產品對健康的影響，以及員工待遇等而受批評。

## 歷史
1940年，理查·麥當勞（Richard “Dick” J. McDonald，生卒：1909年2月16日－1998年7月14日）與莫里斯·麦当劳（Maurice “Mac” McDonald，生卒：1902年11月26日－1971年12月11日）兄弟在美國加州聖貝納迪諾創立「麥當勞燒烤」餐廳（McDonald's Bar-B-Que），開始了今日麥當勞之歷史。惟今日的麥當勞公司與其並無直接關係，今日的麥當勞公司及經營權創始人為雷·克勞克，雷·克勞克買下麥當勞商標與經營權後，便使第一家由麥當勞兄弟所創立的「麥當勞餐廳」每況愈下，最終倒閉。而雷·克勞克所經營的麥當勞，則不斷擴張版圖，塑造了今日隨處可見的麥當勞。

## 公司概况

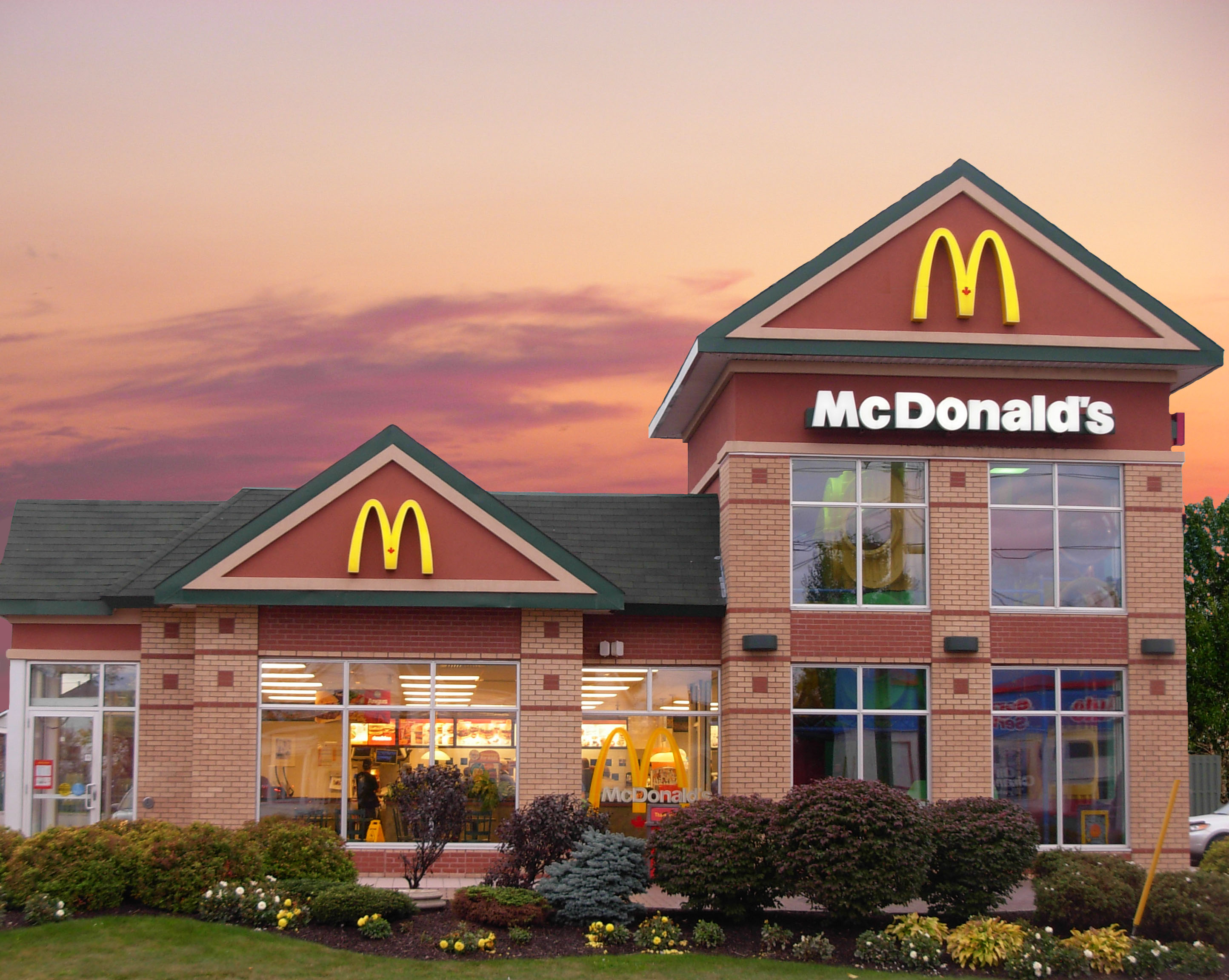
加拿大蒙克顿分店建築

麦当劳快餐厅大多提供柜台式和得来速式（drive-through的音译，即指不下车便能够用餐店快餐服务。顾客可驾车在门口点菜，然后绕过餐厅，在出口处取餐）两种服务，同时提供室内就餐，有时也提供室外座位。
“Drive-Thru”、“Auto-Mac”、“Pay and Drive”和“McDrive”在很多国家都很出名，这些服务一般会分开点餐处、付款处、取餐处，虽然后两者多数是一起的。有些地区，公路干道两旁会设有麦大道（McDrive）是一种无柜台无座位，专为驾车人士开设的大道，这种大道往往以得来速餐厅简化方式，出现在闹区等人口密集地带。反之，人口较松散地方就没有得來速（drive-through）服务。亦有部份位于闹市麦当劳，会以“Walk-Thru”取代“Drive-Thru”。
（有消息称，由于美国北达科他州员工最低工资明显低于俄勒冈州和华盛顿州，麦当劳公司计划在2005年初尝试着在北达科他州法戈设立电话服务中心，用来接受处理来自俄勒冈州和华盛顿州的得来速电话订单，以缓解这种现象。）
麦当劳也有专门主题餐厅，例如1950年摇滚主题餐厅、2007年英格兰超级联赛主题餐厅、一些坐落在近郊及某些城市大型室内或室外游乐场的餐厅。它们被称作麦当劳乐园（McDonald's PlayPlace，旧称PlayLand），最早于1970年代和1980年代在美国本土出现，加拿大大部分地区直到1990年代中期才陆续出现。在国际上較遲出現。有些郊区和部份城市麦当劳有设立内部或外部游乐场，称为“麦当劳乐园”。第一个麦当劳乐园于1987年问世，设计爬行管内有球和溜滑梯，而且越来越多。
麦当劳每年会将部分营业额用于慈善事业。创始人雷·克洛克去世时，以他全部财产成立麦当劳叔叔慈善基金，在部份医院附近设立“麦当劳之家”，以提供重症病童及家属就医期间暂住。
麦当劳和可口可乐结成战略伙伴，固定销售可口可乐公司汽水。

### 形象宣傳

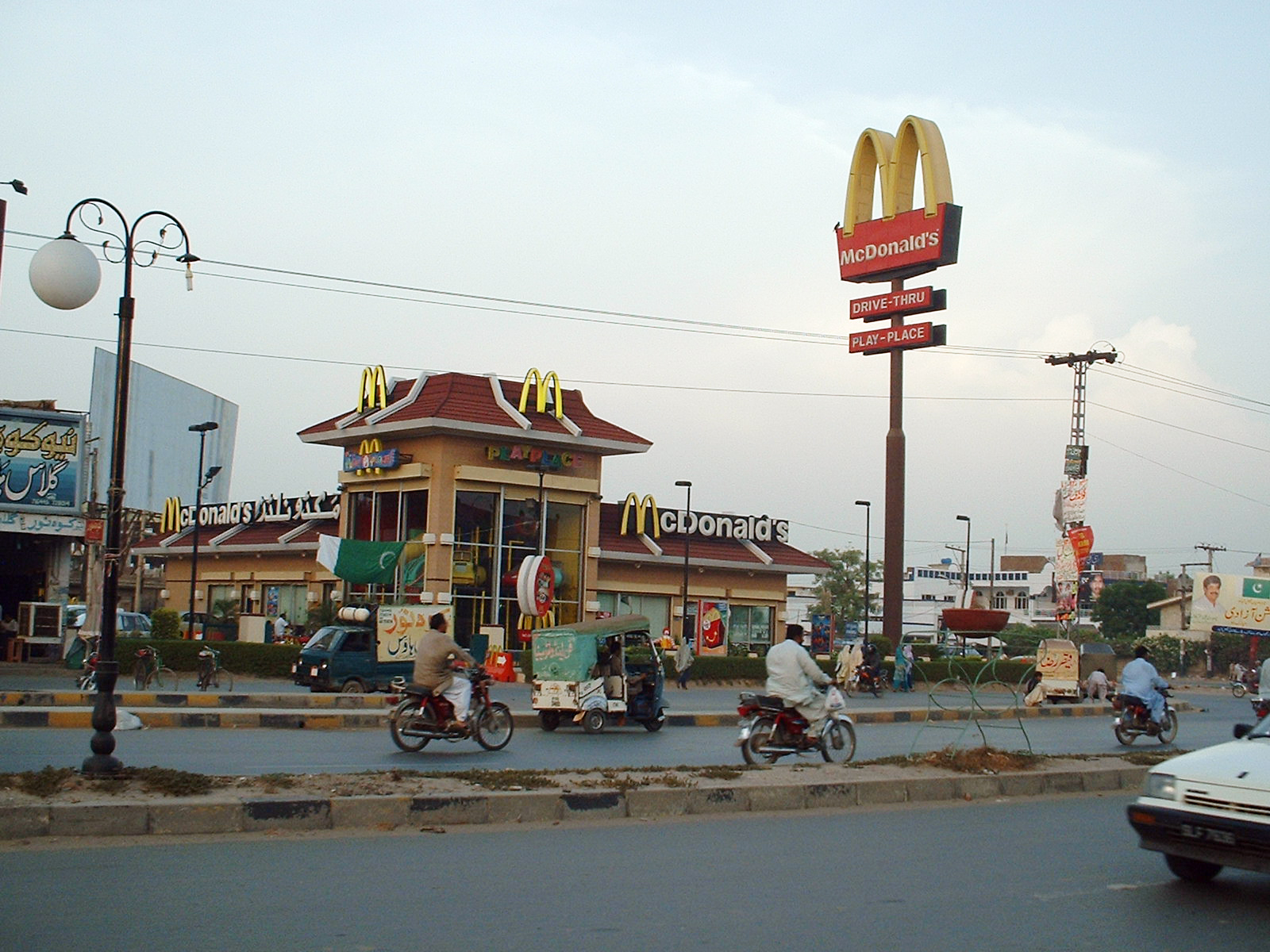
回教國家巴基斯坦的費薩拉巴德分店

在约1965年，麦当劳推出第一个麦当劳电视广告，自当时起，麦当劳公司推出了不同类型的电视广告结构，唯一一样的是年份，麦当劳所有电视广告都有一行字标示著年份，结构如下：
- 1965年－1975年──（只在最后标示年份）
- 1975年－1979年──上面一个影像框，中间一个麦当劳标志，底下一句口号（如：We do it all for you）
- 1979年－1984年（中）──一个大双线黄框，黄框最底标示著口号（某些国家地区例外，如：Nobody can do it like McDonald's can），右下角一个麦当劳标志
- 1984年－1985年──右下角一个麦当劳标志和口号
- 1984年－2000年──右下角一个以红色长方形框的麦当劳标志和口号
- 1980年代末－1995年──左/右下角一个麦当劳标志和口号，犹如在街上看到的大麦当劳标志甚似（只局限在某些国家和地区，例：美国和台湾）
- 2000年－2003年9月──一个微笑着的长方形M字和口号（亚洲部分地区例外，如香港和台湾，则以一个微笑着的圆M字代表，Every time a good time）
- 2003年9月至今──一个大M字和口号（通常在最后才出现）

直到现在，麦当劳已在美国的广告用了23个不同的口号，有些更是其国家地区的精选口号。但同时它某些广告活动也带来不少问题。
1996年，英国成人漫画杂志Viz (英国漫画)控告麦当劳抄袭其存在已久的Top Tips特征的名字和形式，读者也发起其讽刺重点。麦当劳用相同名字Top Tips来作为宣传活动的名（意思是节省钱的话，就来麦当劳）。类似的部份几乎逐字翻译：
“Save a fortune on laundry bills. Give your dirty shirts to Oxfam. They will wash and iron them, and then you can buy them back for 50p.”──Viz Top Tip出版于1989年5月
“Save a fortune on laundry bills. Give your dirty shirts to a second-hand shop. They will wash and iron them, and then you can buy them back for 50p.”──麦当劳1996年的广告。
香港和澳門麥當勞的早期廣告以麥當勞叔叔、漢堡神偷、小飛飛、滑嘟嘟四個玩偶為主角，曾拍攝不少的故事性廣告，吸引不少小朋友，例如引用美國麥當勞廣告改成粵語版本，或者引用美國麥當勞廣告，找一些演員來當麥當勞廣告人物（以代替外國人），1985年曾推出「好夢成真」，1986年推出「二人行」等。麥當勞把很多相關玩具加入開心樂園餐，故這四個角色可謂與那個年代小朋友一起成長。惟在1997年後，除了麥當勞叔叔外，其餘角色都很少出現。

#### 标志
- 黄色M字。（美國亞利桑拿州赛多纳市使用藍綠色M字，加拿大在原標誌基礎上於「M」的中間線上額外增加楓葉圖案）
- 麦当劳叔叔：穿著黃色衣服，袖子有红白相间条纹的「小丑」打扮。
- 漢堡神偷：穿著黑白間條衣服，眼綁黑帶的囚犯造型。
- 小飛飛：一隻帶著飛行帽會飛的鴨女。
- 滑嘟嘟/奶昔大哥：紫色番薯形象的奶昔人物。
- 我就喜欢（i'm lovin' it）：近期沿用口號，英文版為其一McDonald's註冊商標。
- 脆卜卜：好像啦啦球樣子，主色是粉紅色。

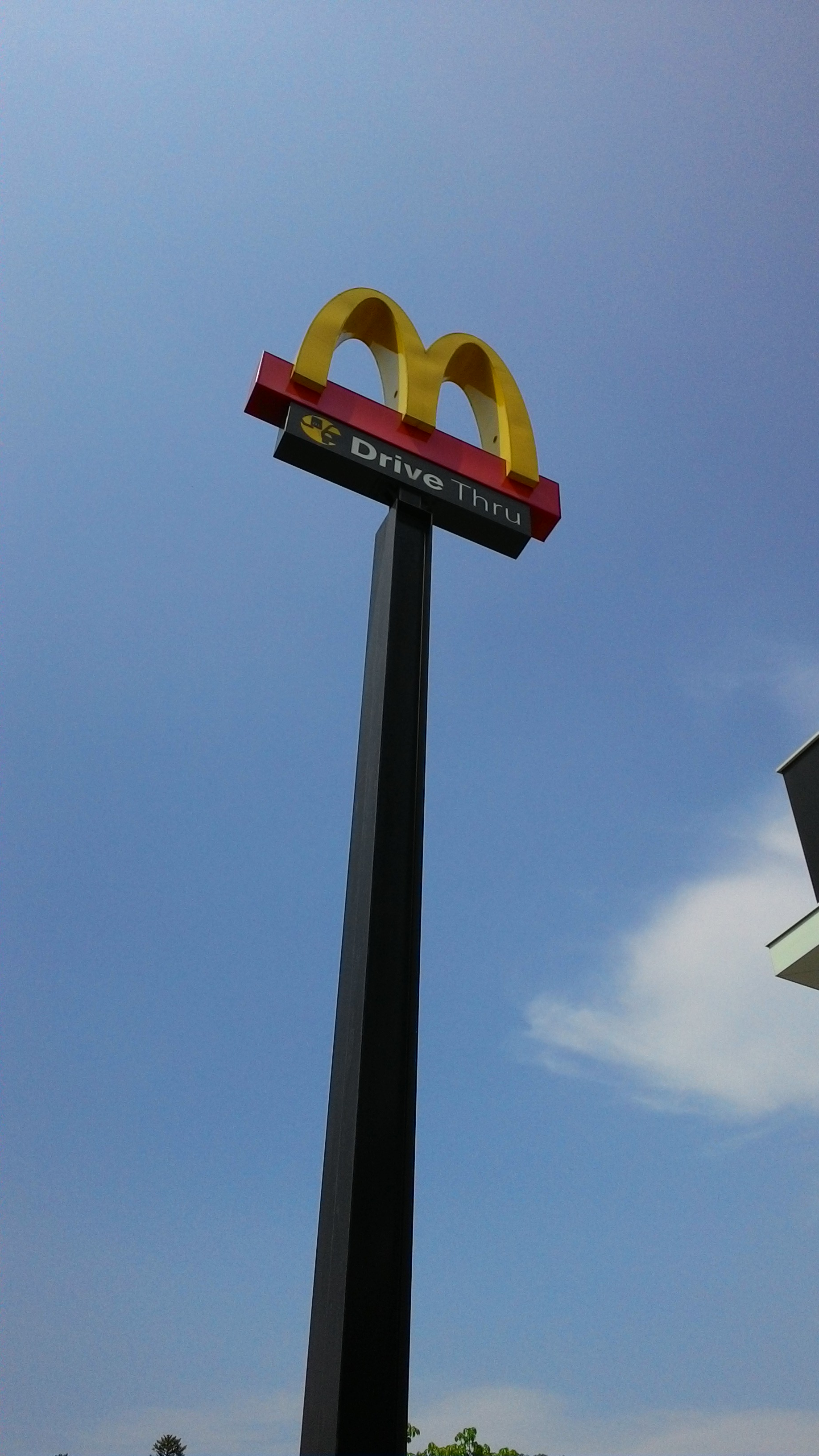
一家麥當勞的標誌

麥當勞的「M」字以象徵明亮、活潑、希望的黃色作顏色，可說是家喻戶曉。行銷心理專家路易斯·契斯金 （Louis Cheskin），他認為這對「金拱門」（Golden Arches）可以引起消費者「母親雙乳」的潛意識聯想。

#### 各國對其的稱呼
在香港、澳門、廣東等使用粵語的地區，常將麥當勞簡稱為「M記」、「麥子」、「麥記」、「麥當當」或「老麥」，在中國大陸亦有「金拱門」、「牡丹樓」的暱稱。

### 經營模式
麦当劳公司与大部分速食连锁店有点不同。除了普通特許費外，也提供租借。

## 分店

### 美國國外
1975年1月麥當勞在香港開設第一家門店時，採用香港粵語對（McDonald's）直譯的「麥當勞」作為中文店名，並沿用至今，雖然香港在早年常把該英語譯作「麥當奴」，但「奴」字容易令人聯想到「奴隸」而沒有獲選用，在香港麥當勞開業前，香港中文媒體亦曾經將（McDonald's）翻譯為其他譯名，如在1973年譯為「麥唐納」。麥當勞在1984年被引入台灣時也採用「麥當勞」中文店名。麥當勞在中國大陸設店前，（McDonald's）在中國大陸的原譯名是「麥克唐納快餐」，直至該品牌在1990年在中國大陸正式設店才統一採用粵語譯名麥當勞至今。2010年代，因為三地的麥當勞公司都引入新資本而需要改名，麥當勞（中國）公司在2017年以麥當勞招牌的黃色「M」字標誌，而更名為「金拱門」（Golden Arches）作為公司的中文名稱，旗下餐廳及產品則沿用麥當勞品牌，中信入股麥當勞（中國）後原希望繼續以麥當勞作為公司名稱，但中信董事長張懿宸在2018年透露，因為麥當勞的美國母公司拒絕經入股後的營辦商沿用含有「麥當勞」的字詞作為公司名稱，所以才改用金拱門作為公司名。台灣的麥當勞於2017年由美國母公司直營改為特許經營，完成股權轉讓後，經營台灣麥當勞的公司更名為「和德昌」，但餐廳及產品繼續以麥當勞為品牌。香港麥當勞於2017年改組後由中信為大股東，營辦商由「香港麥當勞有限公司」更名為「MHK」，而香港並沒有要求公司須有中文名稱，旗下餐廳則沿用麥當勞為品牌。
目前，麦当劳在中国大陆以及港澳地區所有业务由央企中国中信集团旗下的中信股份、中信资本等子公司持有的“金拱门（中国）有限公司”运营管理，该公司也是麥當勞在美國以外最大規模的特許經營商。台湾麦当劳则由德昱股份有限公司运营。在大中華區與新加坡有數千家門店。

#### 香港

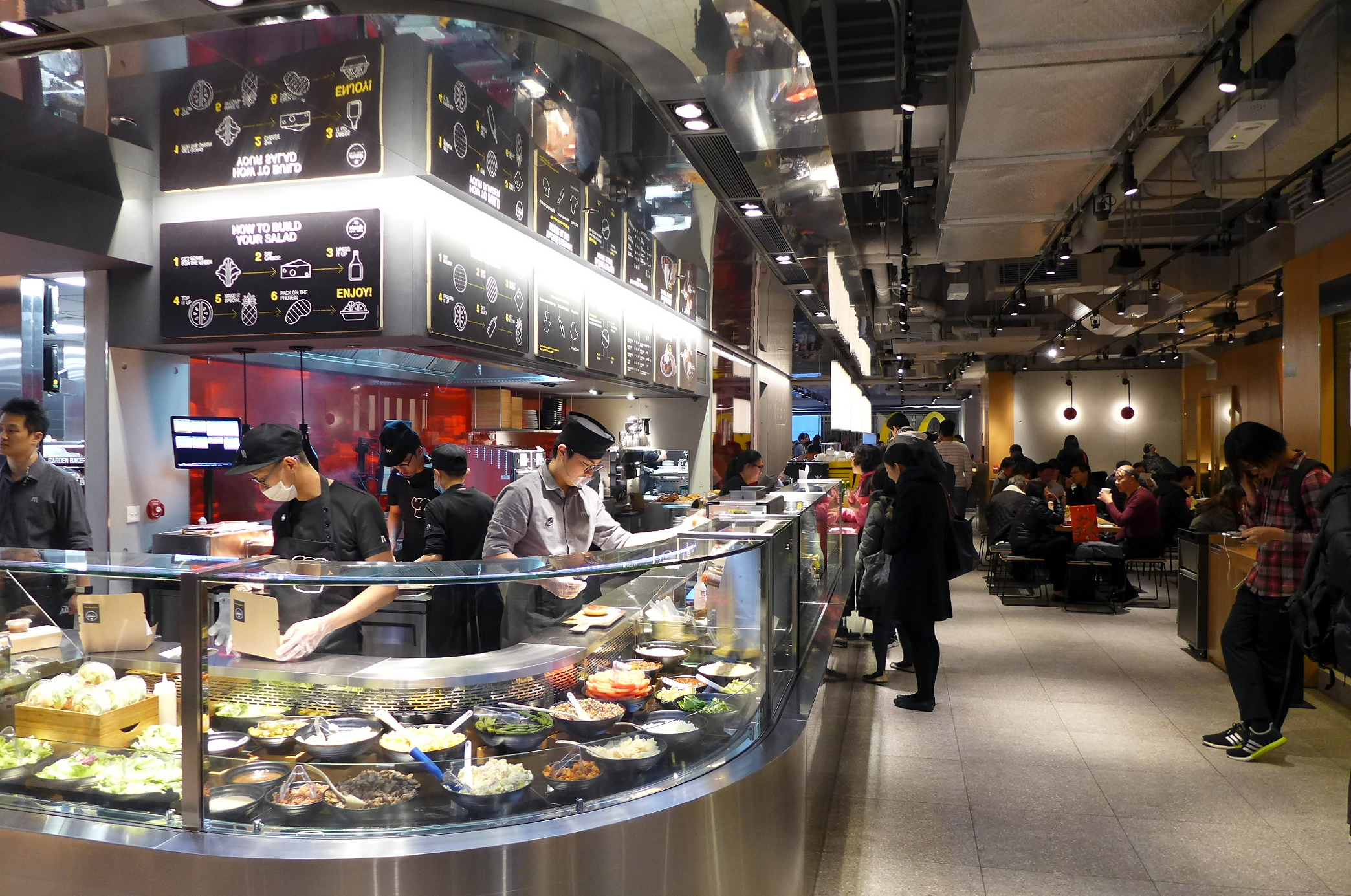
全球首間 McDonald's Next 概念店餐廳是香港金鐘海富中心麥當勞分店翻新而成，特點為提供59港元起的自選漢堡、40元起的自選沙律和晚上送餐服務（晚上6點前則限送漢堡），兼免費電話充電供顧客使用。製作食物的地方改用開放式設計，顧客可透過櫥窗玻璃揀選漢堡或沙律配料，製作沙律員工均經過720小時特訓以確保水準，全店裝修費不菲。

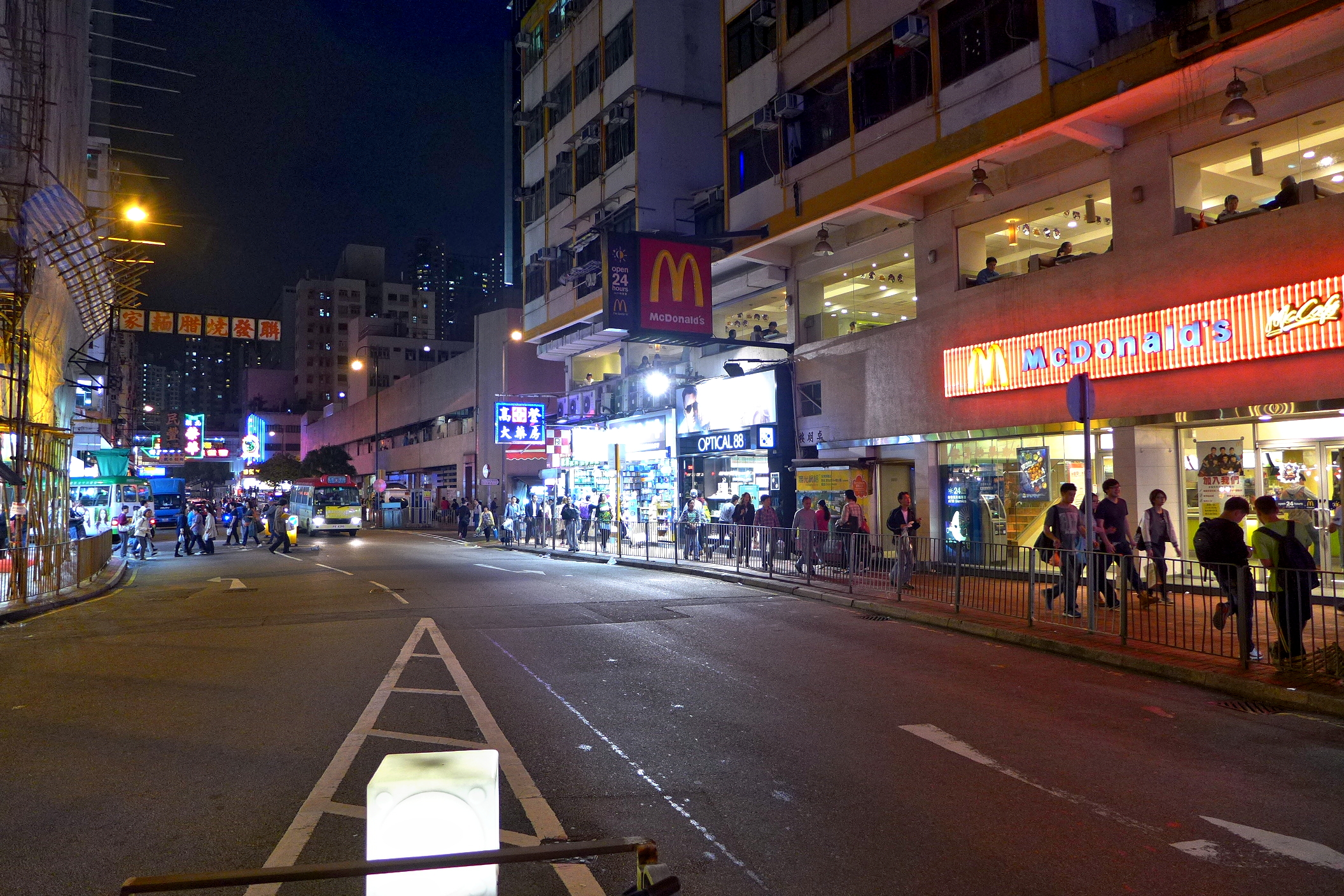
荃灣大河道及街市街交界的麥當勞餐廳於1978年開業，是新界區第1間分店及香港麥當勞最舊的分店之一

- 1975年1月26日，香港第一家麥當勞餐廳開業，當時的門店位於香港島銅鑼灣百德新街恒隆中心[32]。源於1972年美國麥當勞總公司有意開拓香港市場，曾經在美國留學的伍日照博士為創辦香港麥當勞決定前往美國麥當勞受訓[33]，銅鑼灣店也是大中華地區的首家麥當勞餐廳，該店後來遷至與原址只有一街之隔及在1984年落成的銅鑼灣怡和街麥當勞大廈內。
- 1976年8月15日，九龍第一間麥當勞在油麻地彌敦道363-373號恆成大廈地庫開業。該分店在2018年4月1日關閉[34]，同年第四季翻新後在原址的地鋪重開，是大中華地區現存最老店。
- 1977年，香港麥當勞售出第100萬個漢堡包。[35]
- 1978年11月18日，新界第一間麥當勞在荃灣街市街開業。
- 1981年10月18日，觀塘裕民坊麥當勞打破全球麥當勞單日最多惠顧人次紀錄。[35][36]
- 1984年香港麥當勞成為全球首個供應全線早餐食品（早晨全餐、熱香餅、薯餅）的市場。[35]
- 1984年11月，新界東區第一間麥當勞在沙田新城市廣場開業。截至1987年1月，麥當勞位於新界東區的分店已達到三間，其中包括大圍耀寶大廈及沙田第一城中心。
- 1987年，尖沙咀北京道分店地庫及地下部分食區正式通宵營業，成为全港首間24小时通宵營業麥當勞分店。[35]
- 1989年4月23日，全球第11,000間麥當勞分店於杏花邨開業。
- 1992年，全球最繁忙的十大麥當勞，香港佔七間，包括星光行、德福廣場、沙田新城市廣場及裕民坊等。[37]
- 1993年，天水圍第一間麥當勞於天瑞邨開業。
- 1993年12月20日，於大嶼山愉景灣開設分店，是離島區和大嶼山第一間麥當勞分店。
- 1995年3月，推出「開心樂園餐」。
- 1996年3月，香港第100間麥當勞分店於小西灣開業。
- 1996年9月，全亞洲首間麥當勞叔叔之家在香港成立。
- 1999年，首間McCafé於上環麥當勞分店開業。
- 2002年，成立香港[38][39]。
- 2004年，推出「清新滋選」食品。
- 2005年，成立麥樂會和推出板燒雞腿包。
- 2006年7月15日，金鐘海富中心麥當勞分店成為首間有無線上網的麥當勞餐廳，也成為全港最大24小時餐廳，是第2間在香港開幕時已有McCafe和24小時營業餐廳。
- 2007年，成立麥當勞媽咪會。
- 2008年，McCafé優質即磨咖啡於麥當勞全線推出。
- 2009年，推出麥麥送餐點外送速遞服務。同時引進「即時點‧即時製」模式。
- 2009年4月，前董事總經理劉士盛因在2005至2007年間收受泰國粟米供應商230多萬元非法回佣，並在2007年中教唆供應商向執法人員作假口供，被區域法院裁定罪成。法官判刑時指劉由低晉升至高層，理應作為年輕下屬的榜樣；惟其貪污行為嚴重違反對公司及下屬的誠信，更影響麥當勞的形象，考慮到案情嚴重須嚴懲，重判他入獄53個月，兼向麥當勞賠償230多萬元（該案其後被改編成廉政行動2011 － 心魔，由陳啟泰飾演影射劉士盛的丁文康）。
- 2010年8月19日，麥當勞在香港發行2億元人民幣債券，成為首家在香港發行人民幣債券的外資跨國企業。
- 2011年，全球首創麥當勞婚禮派對服務正式推出，吸引世界各地的傳媒報導。
- 2013年4月推出「麥飯卷」及「麥趣飯」兩款新食品，但已經在福喜黑心肉事件後停止供應。
- 2015年12月9日，金鐘海富中心麥當勞分店經過裝修後，成為全球首間McDonald's Next餐廳[40]，它採用了類似酒店餐廳的全新裝潢，餐廳廚房採用半開放設計，顧客可透過玻璃櫥窗觀看廚房運作情況，該餐廳同時提供一般餐點、McCafé及自選漢堡或沙律。
- 2017年1月9日，中信股份宣布與中信資本、美國凱雷投資集團和麥當勞成立新公司，成為麥當勞未來20年在中國大陸和香港的主要特許經營商。
- 2017年3月9日，全線推出「The Signature Collection」系列共三款漢堡並長期供應，同時全線停售、足三兩及板燒雞腿包（板燒雞腿包在2018年重新推出）。另外，於同日在60間分店推出「My Signature」自選漢堡服務及「Experience of the Future」新一代餐飲服務，包括晚上六點後提供送餐等服務。
- 2017年8月, 黎韋詩擔任香港麦当劳行政总裁。[41]
- 2017年8月8日，有人完成对麦当劳在中国大陆以及香港的营运改革。麦当劳在中国大陆以及香港的业务将交由新成立的麦当劳中国负责，而新公司由中信股份和中信资本（共52%）以及凯雷投资（28%）和麦当劳（20%）共同持有。[42]
- 2017年8月，香港麥當勞的公司名稱由「香港麥當勞有限公司」或「McDonald's Restaurants（Hong Kong）」更名為「MHK Restaurants Limited」或「MHK Restaurants Limited（a McDonald's Franchised Business）」
- 2019年10月30日，所有在香港的「The Signature Collection」系列共三款漢堡因出現供應不需求而暫停供應至11月。
- 2019年11月28日，推出「麥炸雞」，並率先在130間分店供應，及後擴展至所有分店。
- 2023年11月，麥當勞向凱雷投資購回麥當勞中國28%股權，持股權升至48%。[43]

#### 新加坡
- 麦当劳目前在新加坡设有136间门店，所有分店均通过清真认证。麦当劳新加坡每周服务约120万名顾客，并雇有约9,000名员工。[44]

- 1979年10月20日，新加坡第一間麥當勞開設于乌节路的烈大厦，为麦当劳在东南亚开设的第一间分店。

- 1993年，为迎合本地文化，麦当劳新加坡推出“惊输汉堡”（Kiasu Burger）以向当地的卡通Mr. Kiasu致敬，超过60万个汉堡于首四周被售出。

- 1997年，麦当劳首次推出小熊维尼系列玩偶进行推销，共有70万只玩偶被售出。

- 2014年，麦当劳为工艺教育学院（ITE）的学生开设了一间培训咖啡厅，以为他们提供更多动手工作的经验。[45]

#### 臺灣
- 1984年1月28日，臺灣第一間麥當勞開設在臺北市松山區民生東路，由孫大強家族引進，與麥當勞美國總公司合資設立「台灣麥當勞餐廳股份有限公司」，並由孫大偉擔任首任董事長。
- 1993年，美國總公司正式決定接手孫大偉持股，全面介入臺灣麥當勞管理層面，形成7人集體領導模式，改派美籍人士羅威廉擔任總裁直接經營。
- 2015年6月12日，麥當勞大中華區總裁曾啟山在台灣麥當勞公司的內部會議上說，麥當勞在台灣將改採取「發展式特許經營」模式，由新的投資方主導本地市場經營。
- 2016年12月21日，仰德集團二少東、國賓大飯店總經理李昌霖以個人及家族力量投入約3億美元的資金，決定購入臺灣麥當勞的經營權。
- 2017年6月1日，台灣麥當勞宣布，由李昌霖成立的「德昱股份有限公司」正式接手台灣麥當勞經營權，成為麥當勞台灣市場的授權發展商。
- 2017年6月5日，台灣麥當勞的公司名稱由「台灣麥當勞餐廳股份有限公司」更名為「和德昌股份有限公司」（Prospect Hospitality Co., Ltd.）。

#### 澳門
1987年4月26日，澳門在香港麥當勞資金投資下於水坑尾街開設了首家麥當勞分店，也是當年葡萄牙國內首家麥當勞（至1991年，葡萄牙本土才出現首家麥當勞）。截至2021年年初澳門有35間分店（另有2個不設堂食的甜品站、3間不對外開放的員工餐廳，合共40間），其中十數間分店24小時營業，7間設有McCafe。澳門所有堂區都已有麥當勞分店。澳門首間McCafé於2006年於新馬路開業，但已結業。
值得一提是，澳門麥當勞位於澳門威尼斯人度假村酒店金光綜藝館之分店只在有演唱會舉行時才營業，澳門威尼斯人員工餐廳分店、巴黎人員工餐廳分店及美高梅員工餐廳分店只向其屬下賭場員工提供餐飲服務。和香港一樣，多數特價優惠不會在機場及碼頭分店提供外，亦同時不會在賭場分店及科學館分店提供。
澳門麥當勞提供的食品及飲品大部分與香港麥當勞相同，換購推廣亦大致相同，但兩地的售價有別，雖然用澳門元標價，但有如澳門其他大小商戶一樣接受港元付款；不過，在香港推出的麥當勞優惠券及優惠餐點，澳門麥當勞均不適用，例如香港麥當勞以特價25元發售的套餐，在澳門麥當勞會以正價發售，而且澳門亦沒有麥麥送服務。即使是港澳同步推出的新餐點，澳門的售價一般也較香港貴。

#### 中国大陆

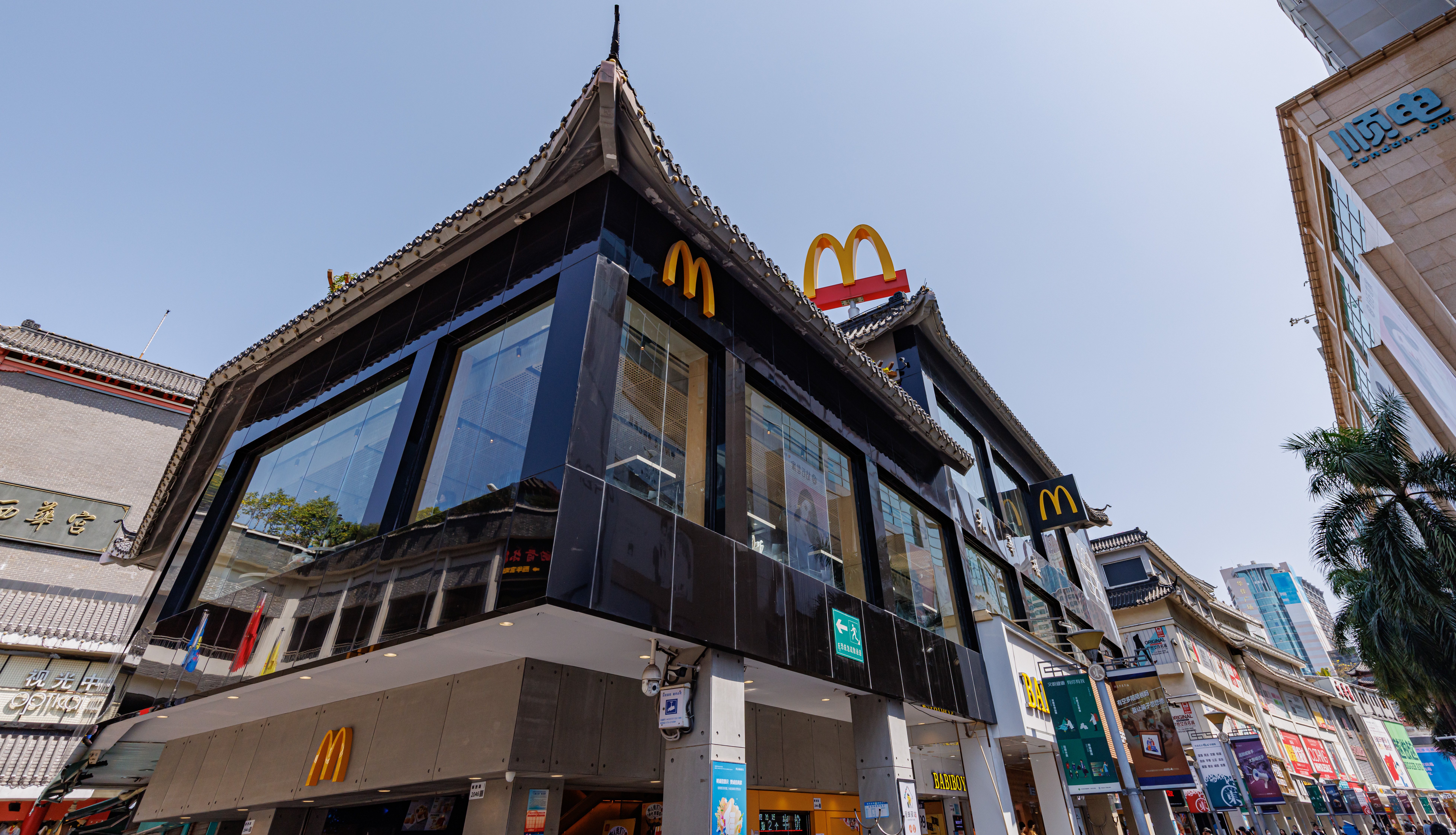
中国大陸第一家麦当劳餐厅，位于深圳東門商業區

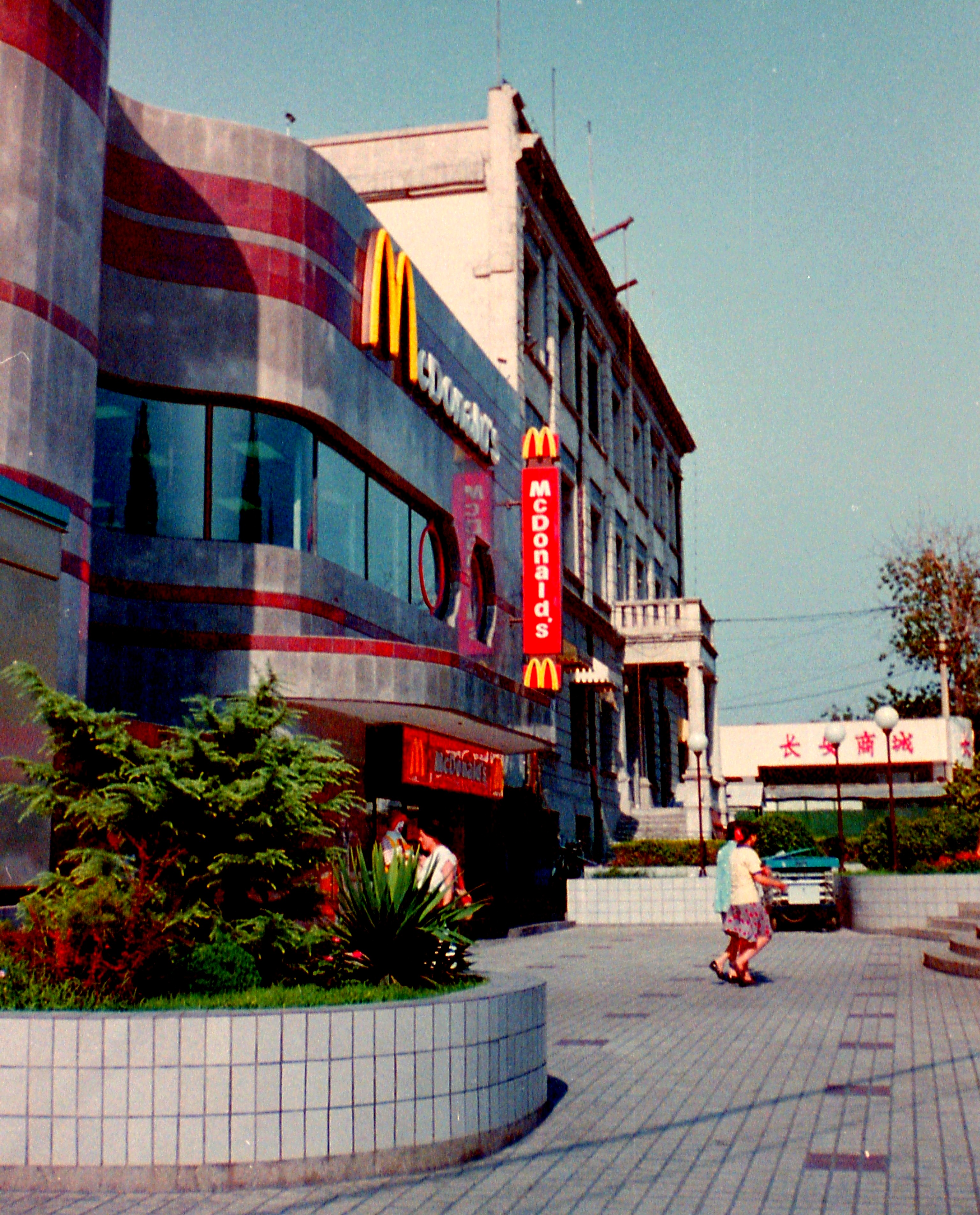
1992年在王府井南口开业的北京市第一家麦当劳餐厅，原址现为东方广场

1990年10月8日，麦当劳在深圳解放路寶华楼西华宫開設大陆首家分店，略晚於苏联同年1月於莫斯科开出的首个社会主義地区分店。該餐厅有500個座位，由麦当劳（香港）有限公司的全资附属公司投资4,000万港元開设。在开幕仪式上，麦当劳（深圳）有限公司向深圳社会福利中心捐款15万元。2005年12月10日，中国大陆首家麦当劳得来速餐厅在东莞市开业，餐厅位于东莞市东城区东城路和市政路交界（现星河传说）。截至2011年12月，麦当劳（中国）有限公司营业额为81亿人民币，拥有2,157家餐厅。
2014年2月，麦当劳暫时开放中國大陸5個城市的加盟，分別為上海、深圳、惠州、成都和瀘州。入场门槛為200萬元人民币，須在签约時一次付清；提交申请表時，必須提供擁有价值相當於200万元现金的可变現资产证明。
2017年8月8日，有人已完成对麦当劳中国的运营改革。麦当劳在中国大陆以及香港的业务将交由新成立的麦当劳中国负责，新公司由中信股份和中信资本合组公司61.54%和38.46%股權的公司持有（共52%）以及凯雷投资（28%）和麦当劳（20%）共同持有。同年10月12日，麦当劳（中国）确认，因业务发展需要，公司名称自即日起变更为“金拱门（中国）有限公司”，新公司同时营运中国大陆及香港业务，但餐厅名称、安全标准和营运流程等保持不变，同時提出「願景2022」的加速發展计划，对未來5年业务作極速扩张發展宏圖。 2023年11月，凯雷投资集团宣布退出，将其持有的麦当劳中国全部28%股权转让予麦当劳全球，麦当劳全球在麦当劳中国的持股比例从20%大幅提升至48%，超过了中信资本资本的持股量。
2020年12月25日，麦当劳才在新疆维吾尔自治区乌鲁木齐市开设双首店（汇嘉时代广场餐厅和经开万达广场餐厅）同时开业。两家餐厅均为麦当劳全新风格的旗舰店，也是目前麦当劳在中国地理位置最西的餐厅。
2021年7月30日，麦当劳在西藏自治区拉萨市开设第一家门店（八廓商城），是目前中国海拔最高的麦当劳餐厅，也是全世界海拔最高的麦当劳餐厅之一。

#### 苏联/俄羅斯
1980年莫斯科奥运会前，麦当劳想在当时的苏联设立自己的快餐店，但苏联仍没对美国外资进入做好准备，再加上苏联入侵阿富汗和美国的制裁，引入计划搁浅，直到1988年4月，在戈尔巴乔夫的改革和新思维的推动下，通过了允许加拿大麦当劳餐厅有限公司设立合资公司，获得在苏联设立麦当劳快餐店的可能。经过大量的前期准备、当地员工招募后，于1990年1月31日首家在苏联的麦当劳快餐店在莫斯科普希金廣場开业，當天正式營業前就有逾千群众排队等候。
2022年3月8日，麥當勞因俄羅斯入侵烏克蘭而關閉俄羅斯所有餐廳。麥當勞發表聲明：我們無法漠視持續在烏克蘭上演的人間苦難，決定暫時關閉俄羅斯所有的850家餐廳，並暫停這個市場的活動。2022年5月16日，麥當勞宣佈結束其俄羅斯32年的經營，他們表示賣給當地接手前會繼續支付薪資，不過麥當勞將自己保留商標與專利，這些不會出售給新東家，這意味著麥當勞品牌的正式退出。
2022年5月27日，俄罗斯麦当劳门店被出售与经营连锁业务的商人亚历山大·戈沃尔（英語：Alexander Govor）。之后，公司将俄罗斯原麦当劳门店的标志更换为自己的标志（绿色背景上有一个红色圆圈和两根橙色线条，代表一个汉堡和两根炸薯条），并将它更名为“只有美味”（俄语：Вкусно и точка）。“只有美味”于2022年6月13日重新开业，其提供的餐品数量有所减少。

### 各地麥當勞圖片

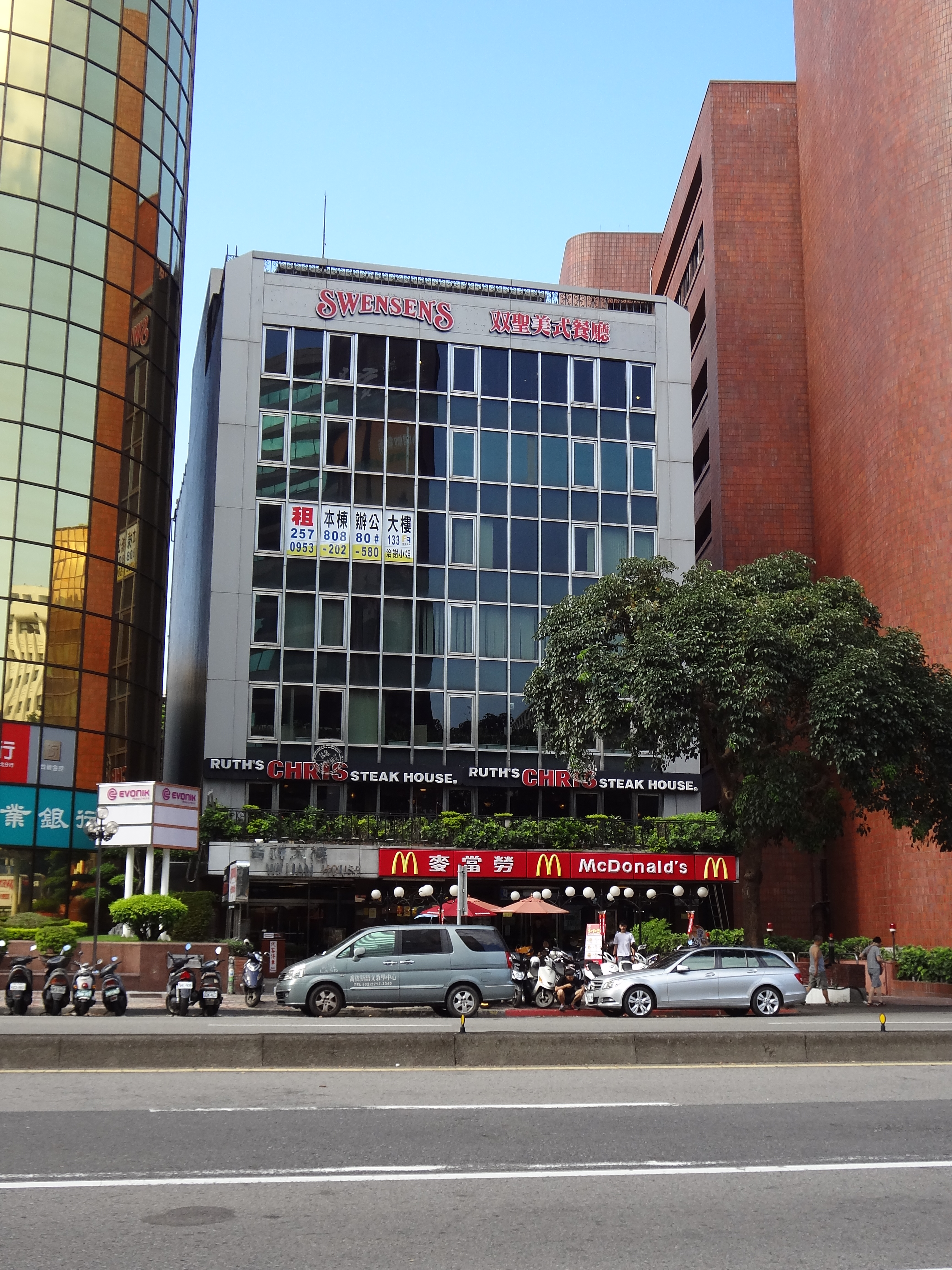
台灣第一家麥當勞門市，位于台北民生東路
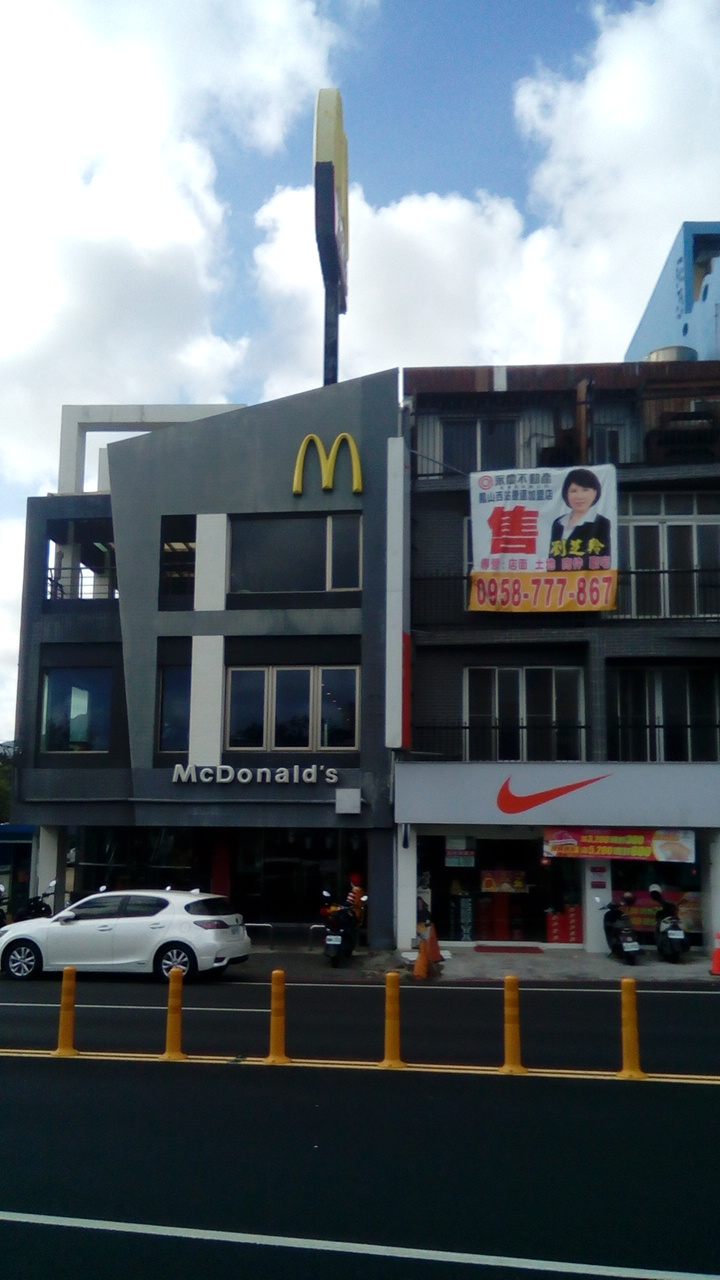
位於墾丁大街上的麥當勞
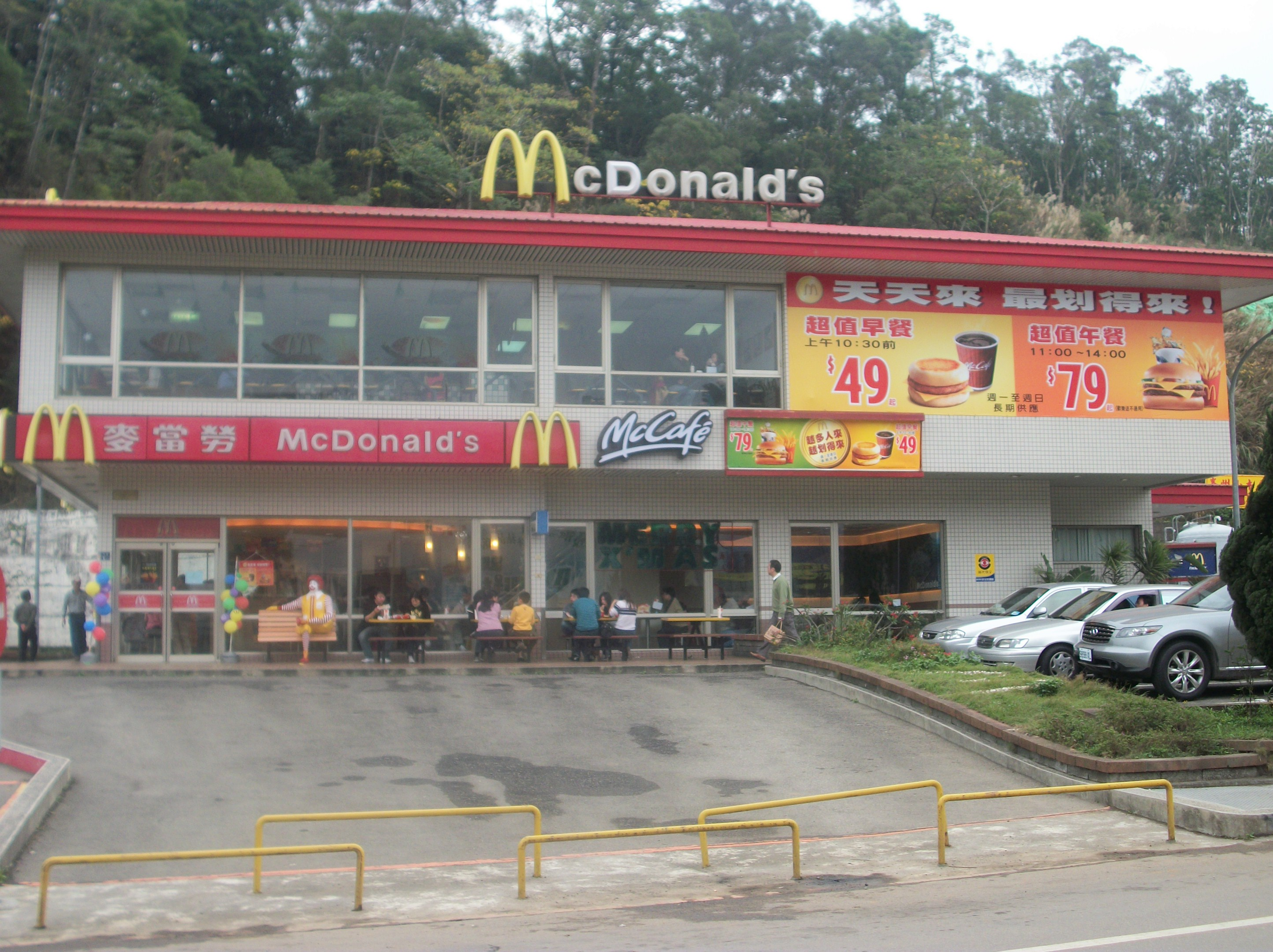
現今台灣部分麥當勞門市附設McCafe，並導入24小時營業
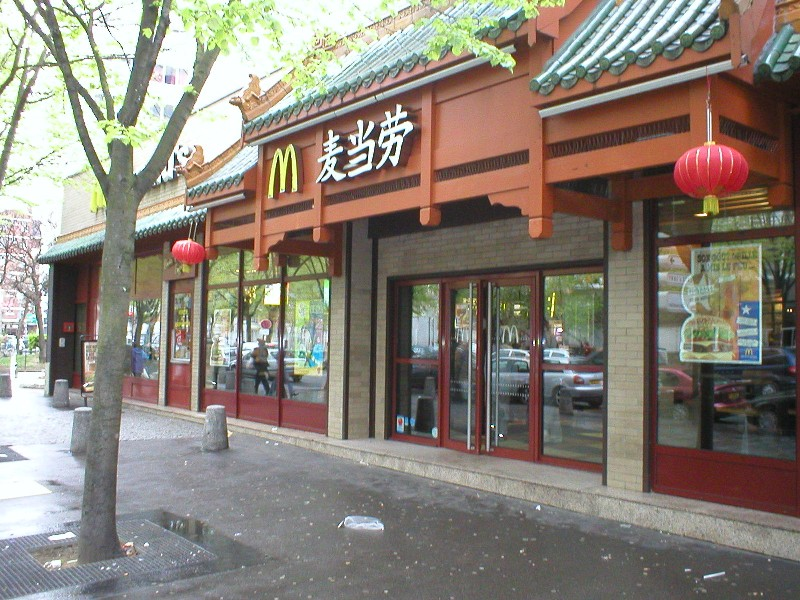
麦当劳"Paris - Choisy" - 位於巴黎十三区華人街麥當勞分店
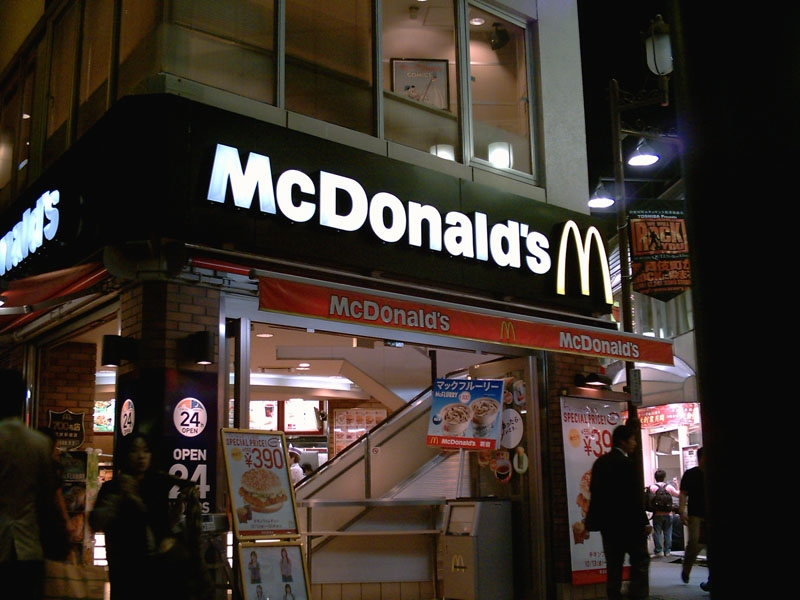
日本24小时麦当劳
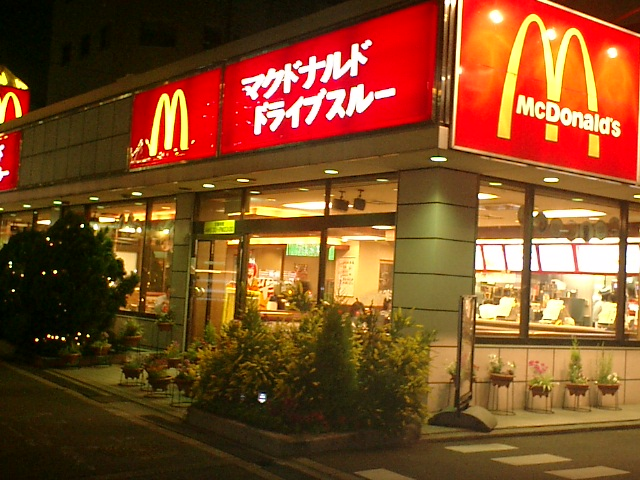
位於日本大阪市麦当劳分店
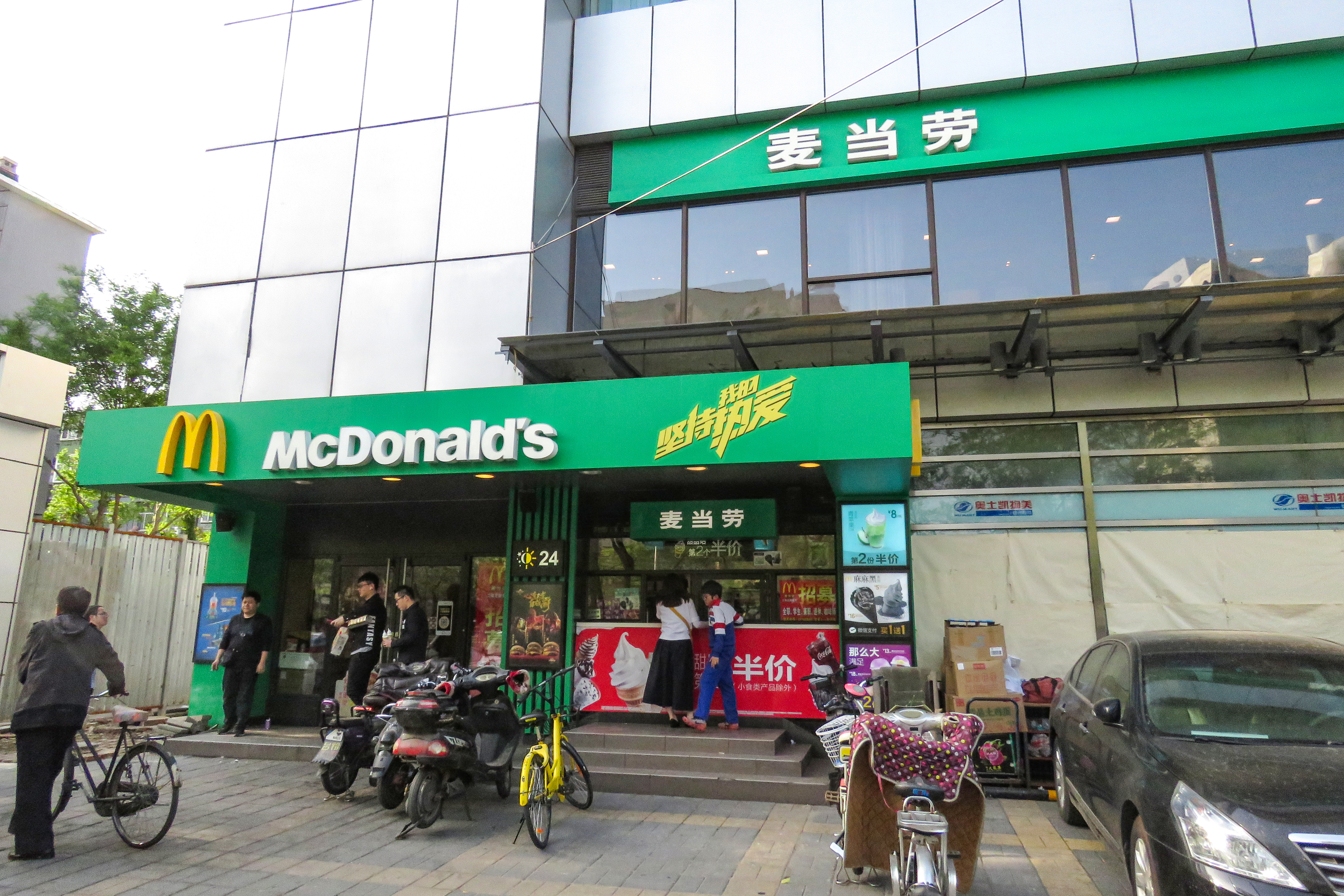
北京工体北路分店，2018年曾与北京国安合作将招牌更换为绿色
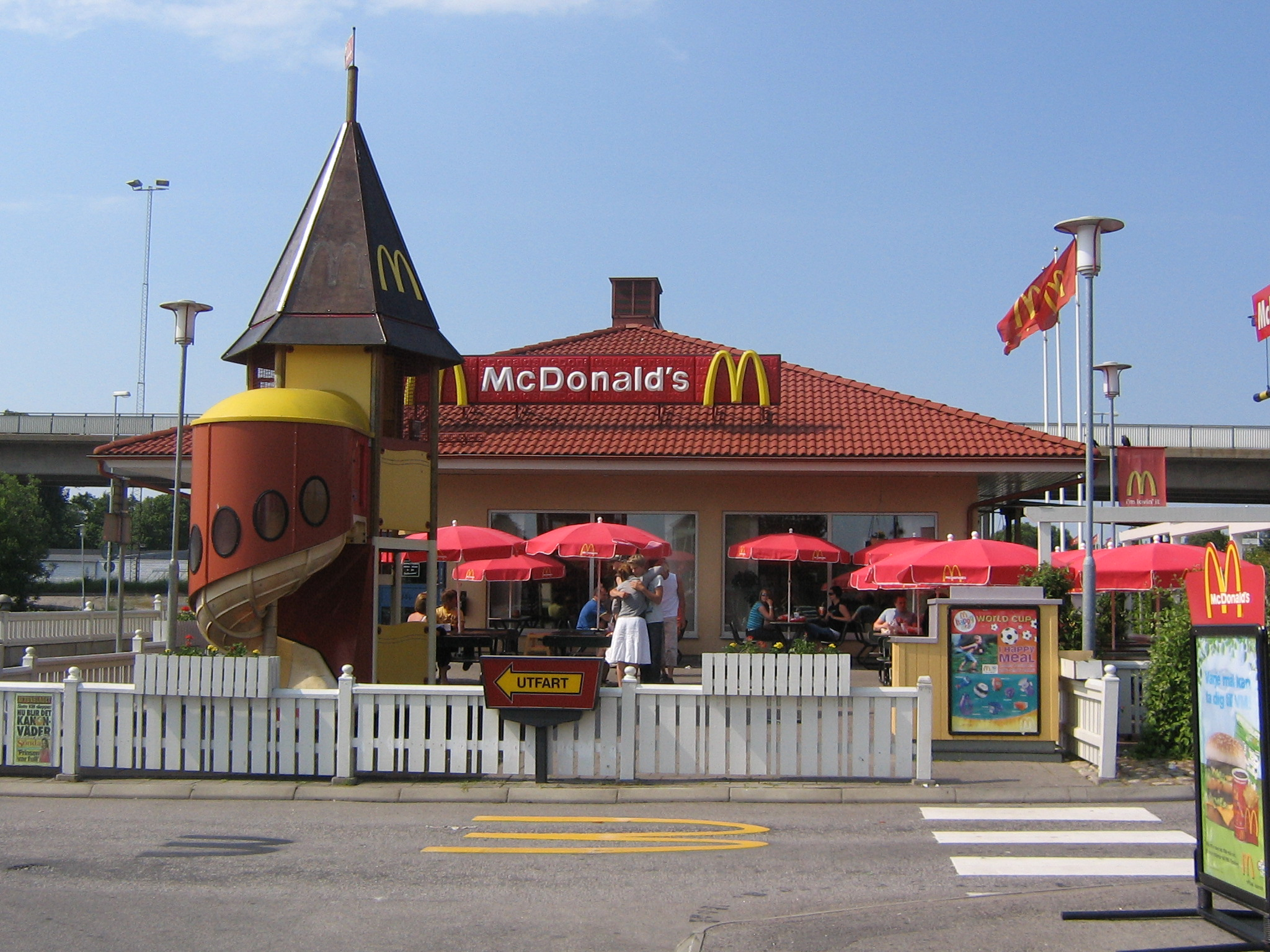
位于瑞典卡尔斯港麦当劳分店
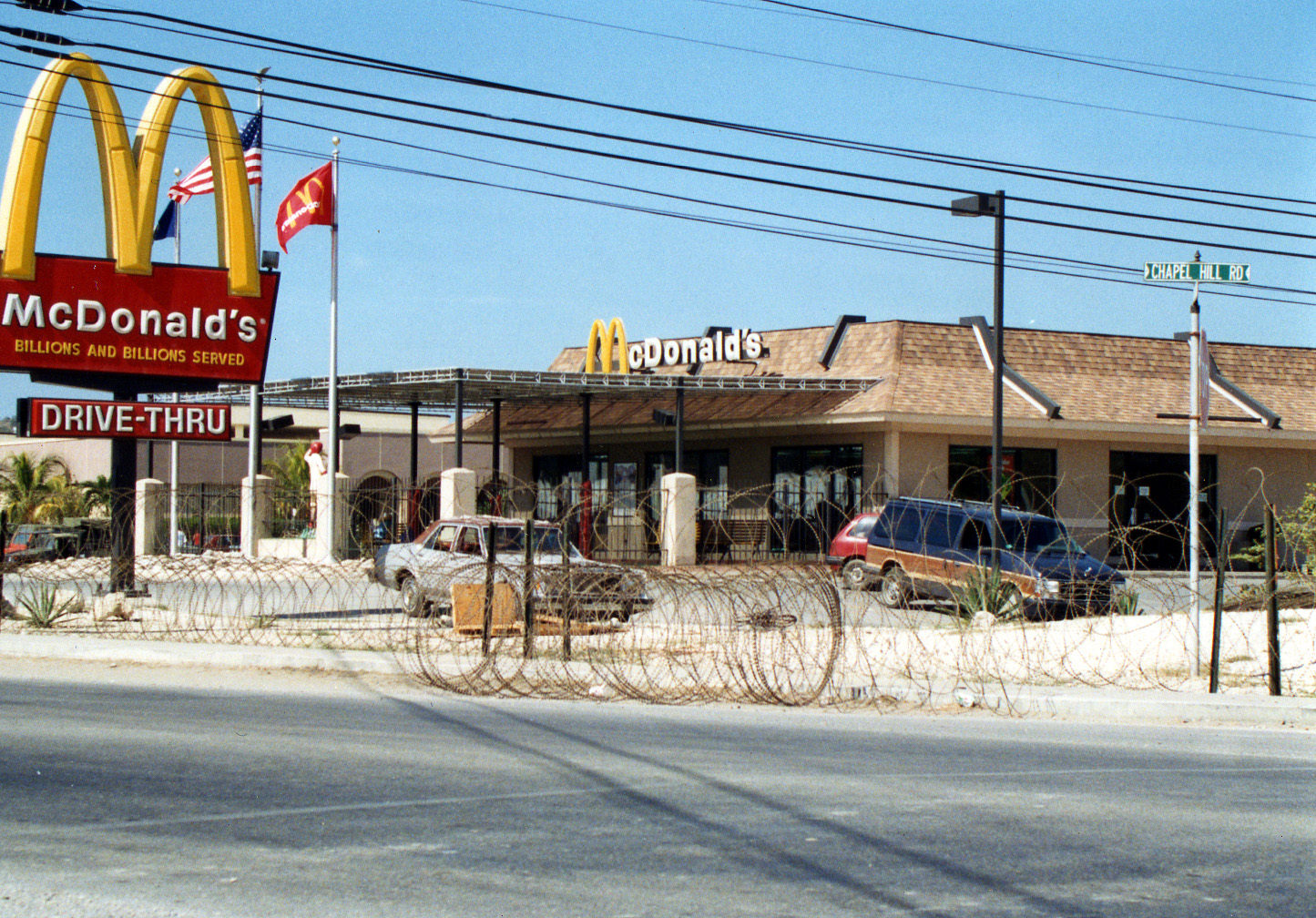
关塔那摩湾美军基地麦当劳分店
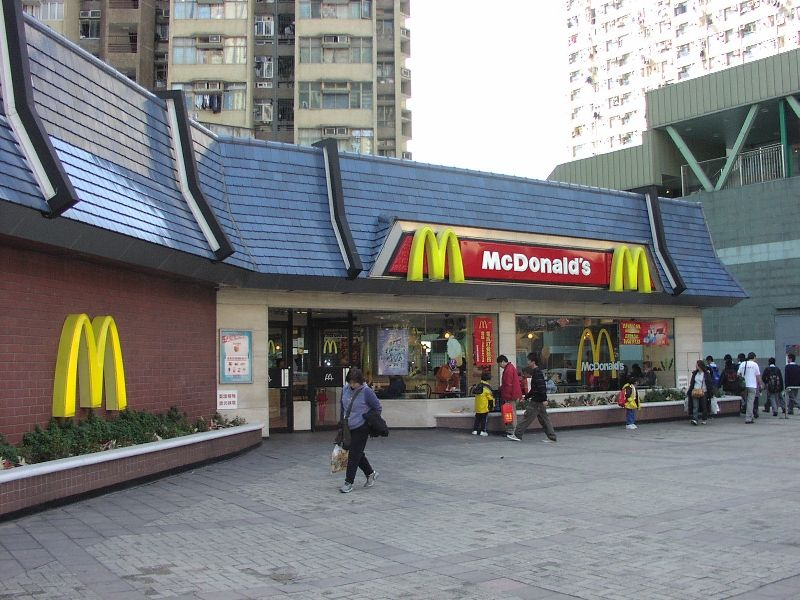
位于香港大埔太和邨麦当劳分店，不少香港麦当劳的电视广告都于此取景
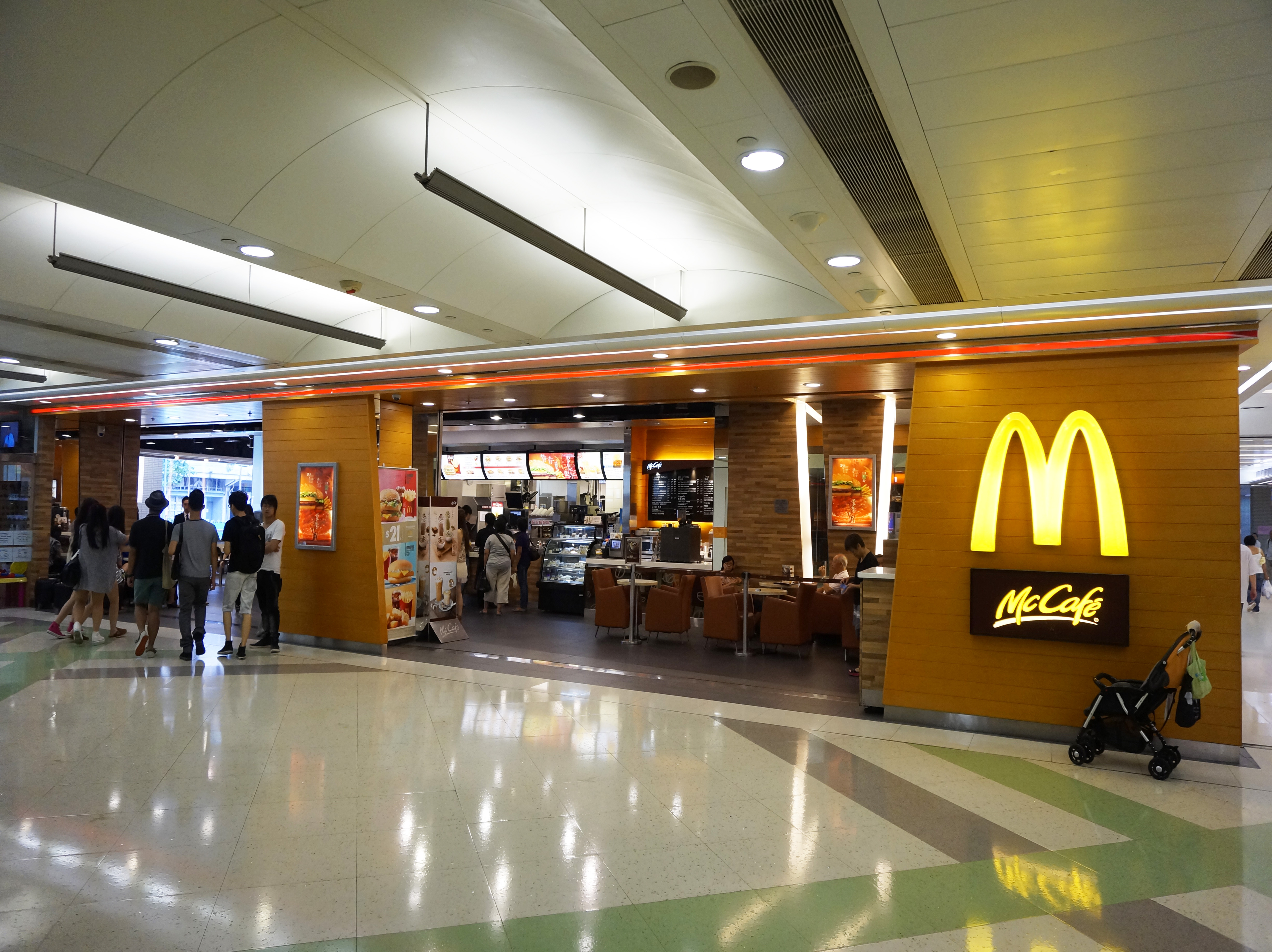
香港將軍澳彩明商場內的麦当劳分店
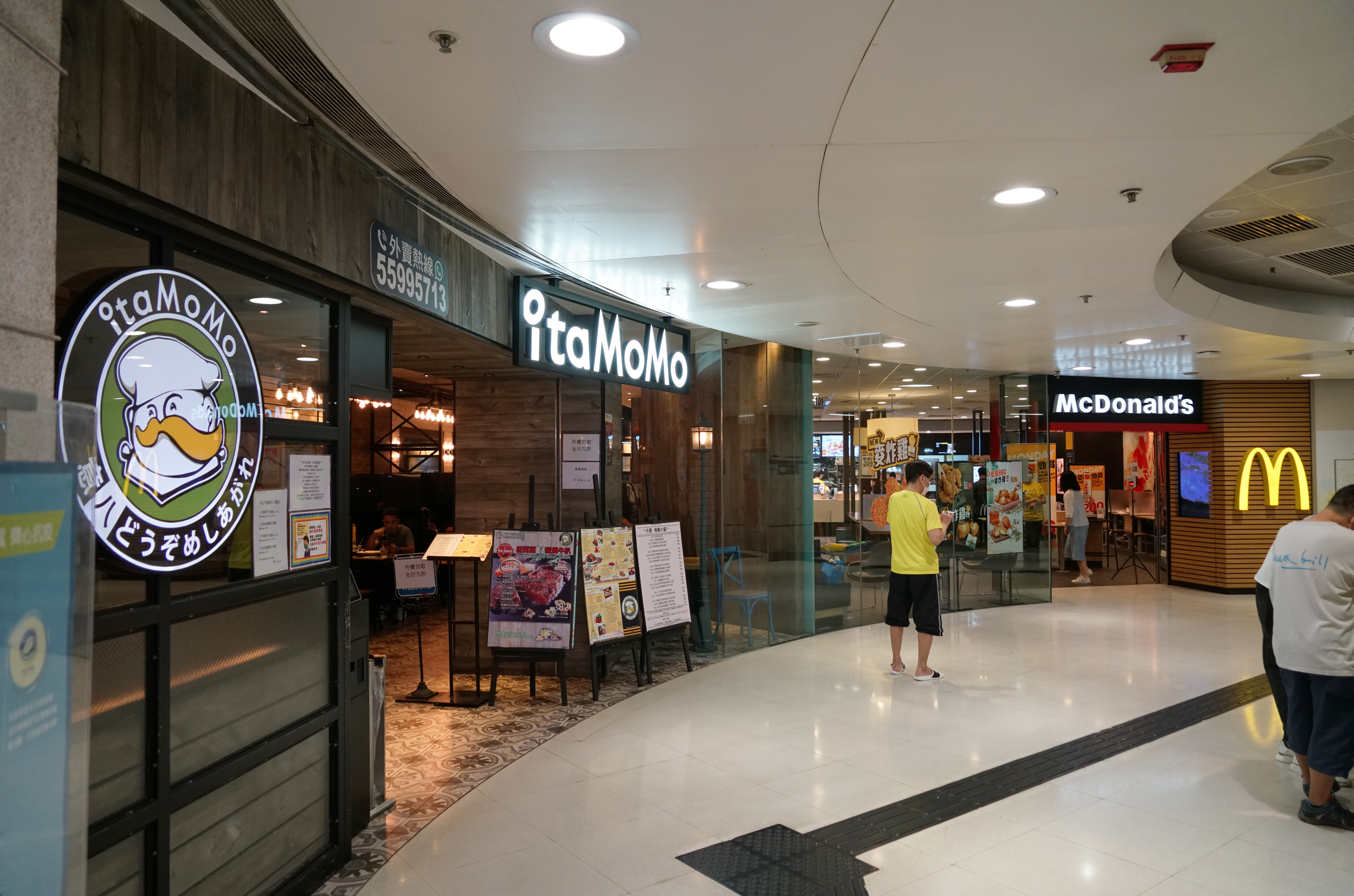
香港圓洲角愉翠商場內的麥當勞分店
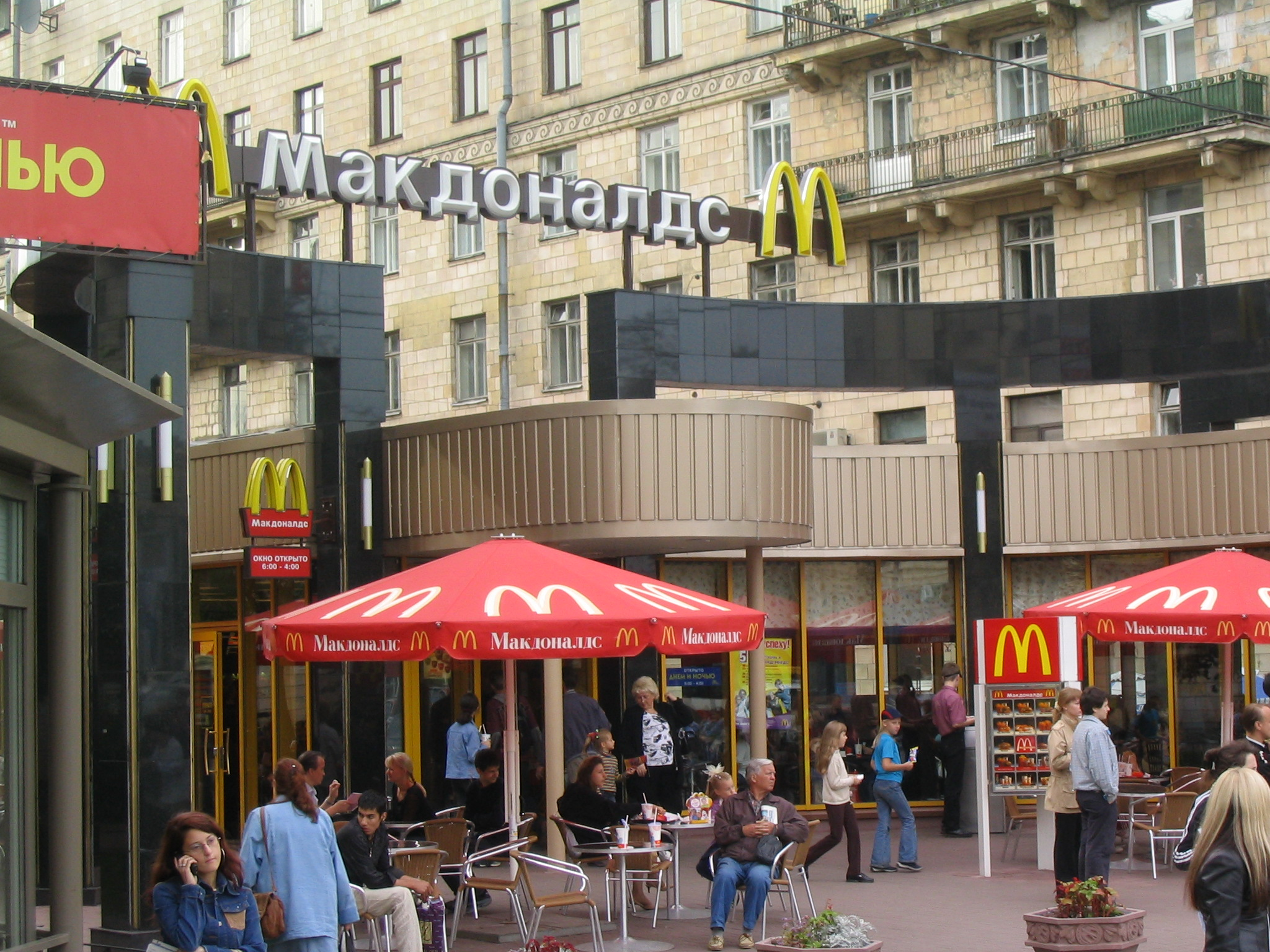
位于俄罗斯麦当劳分店
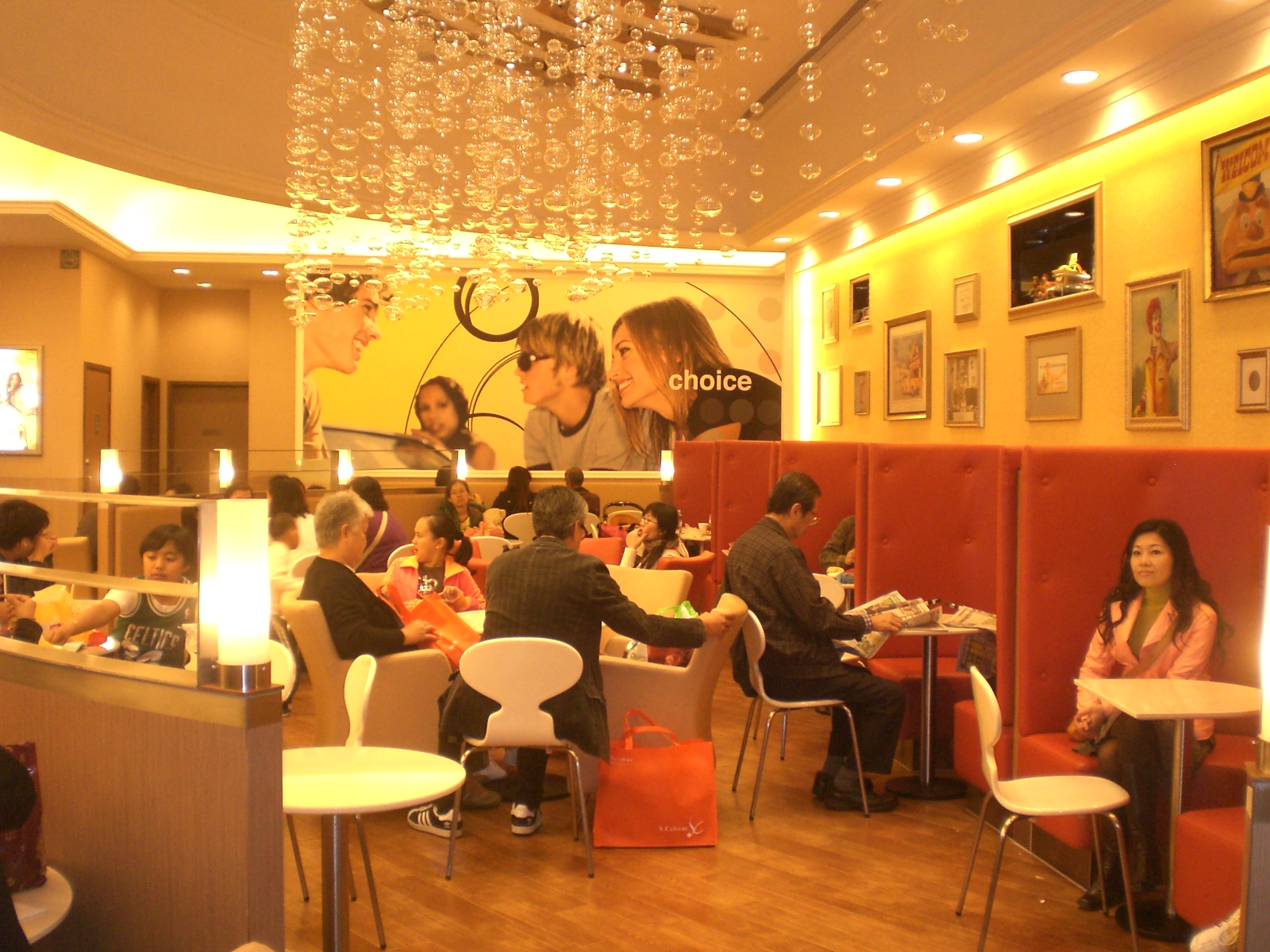
澳门威尼斯人度假村酒店大运河购物中心内麦当劳分店
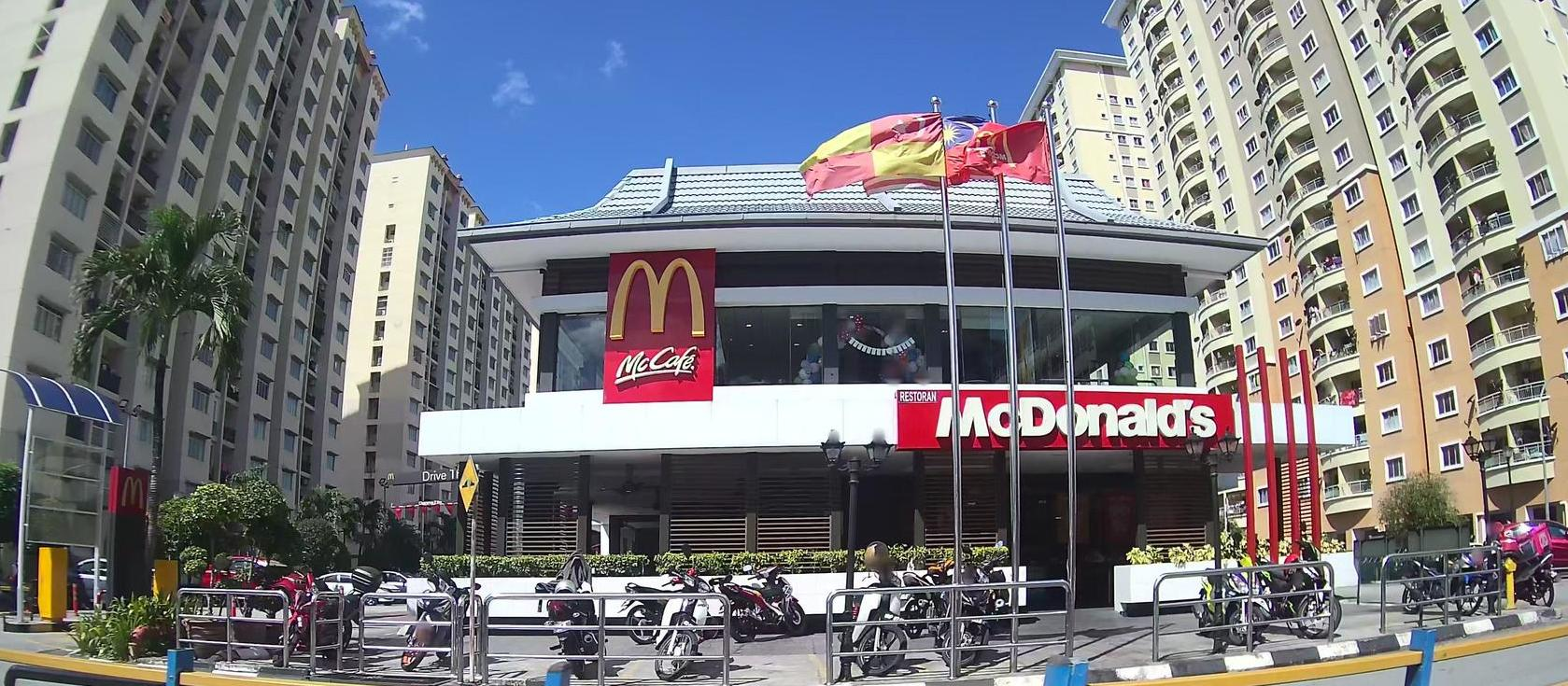
位于马来西亚安邦再也市美华城的麦当劳分店
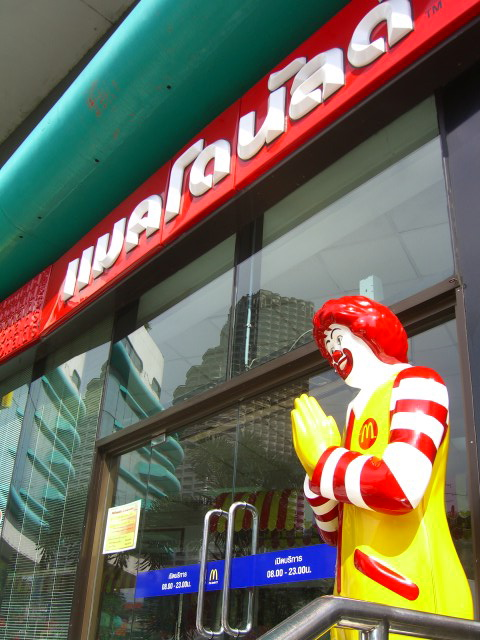
位于泰国分店麥當勞叔叔，都以雙手合十作為造型
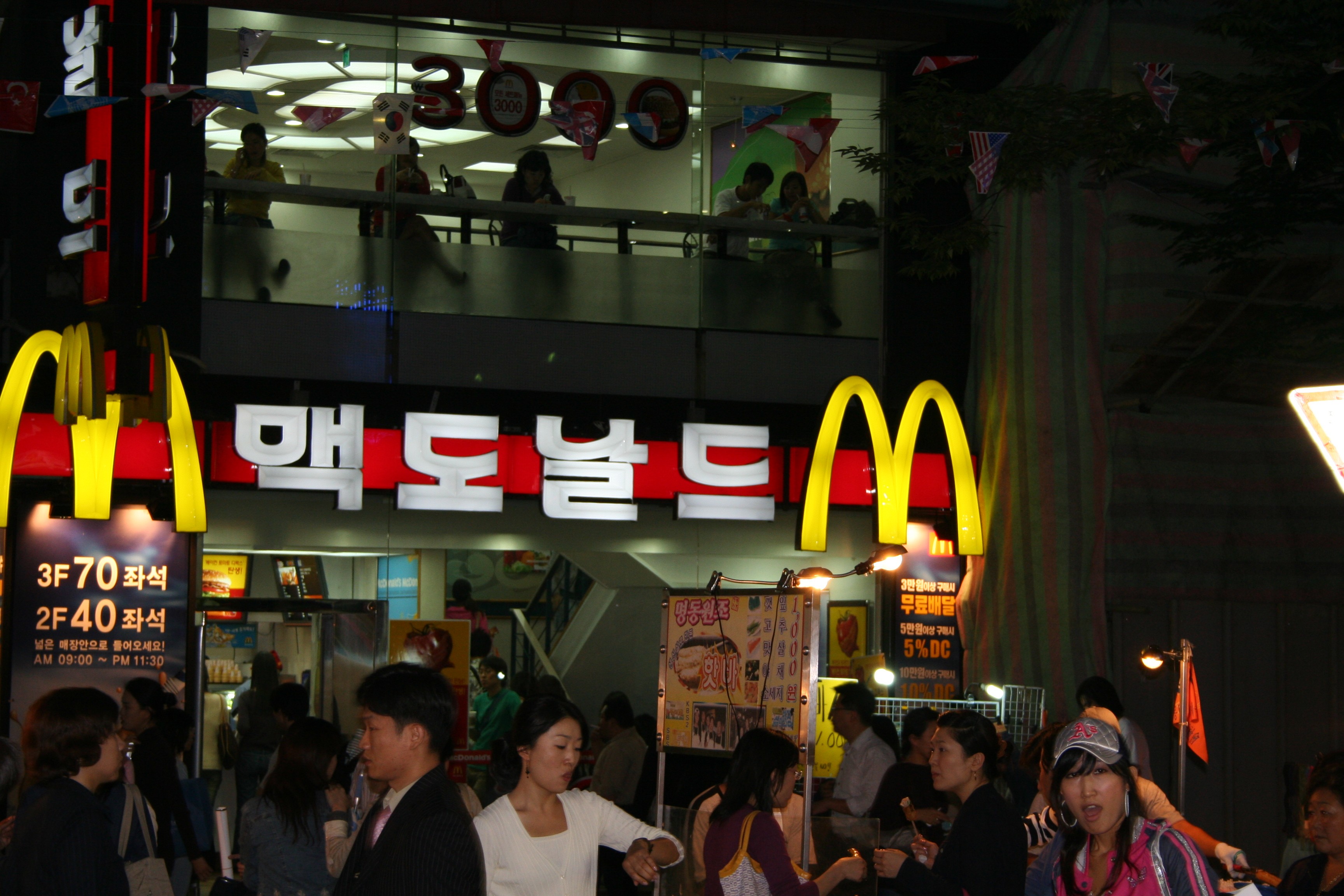
韓國首爾麥當勞
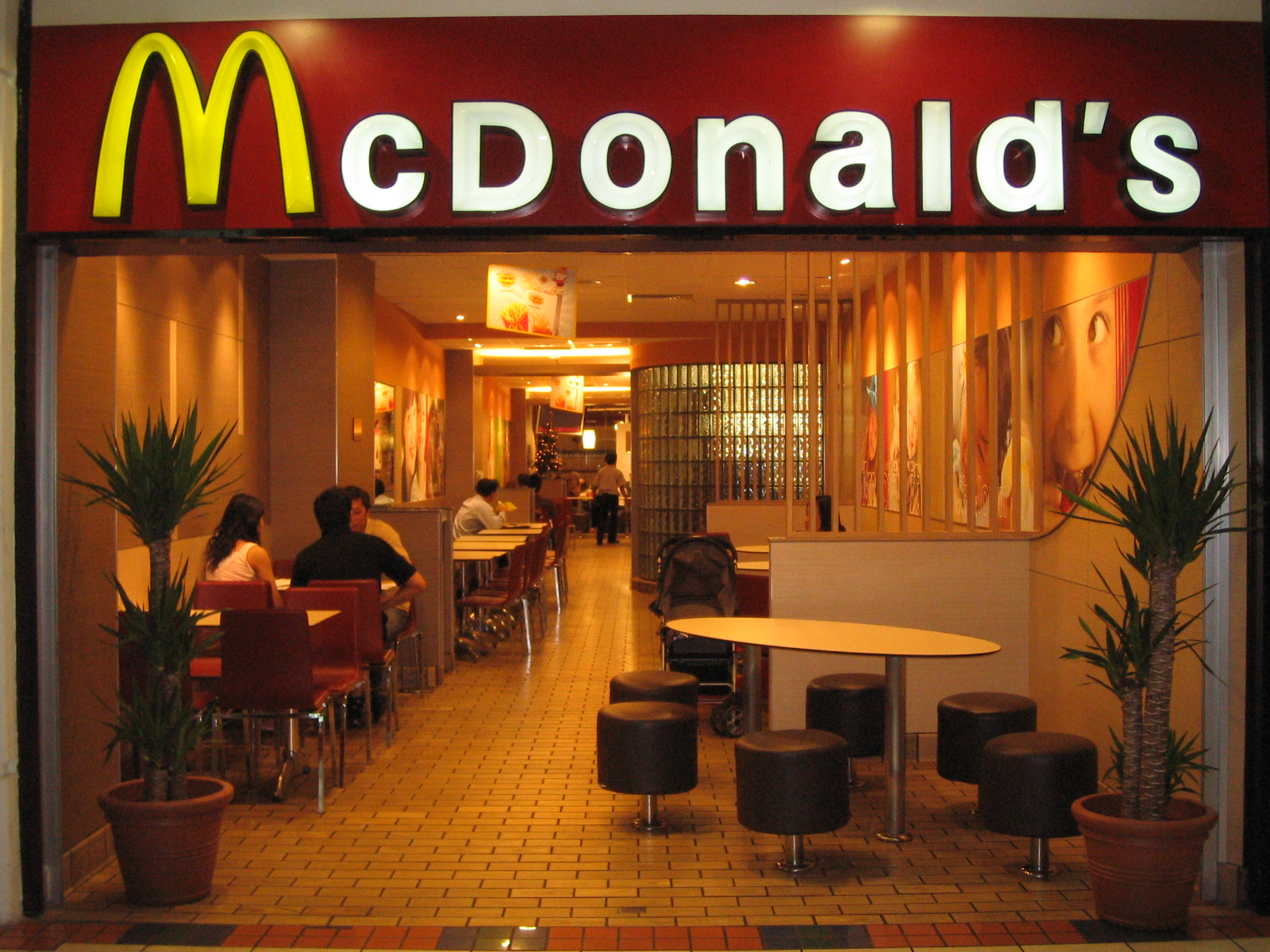
新加坡麥當勞
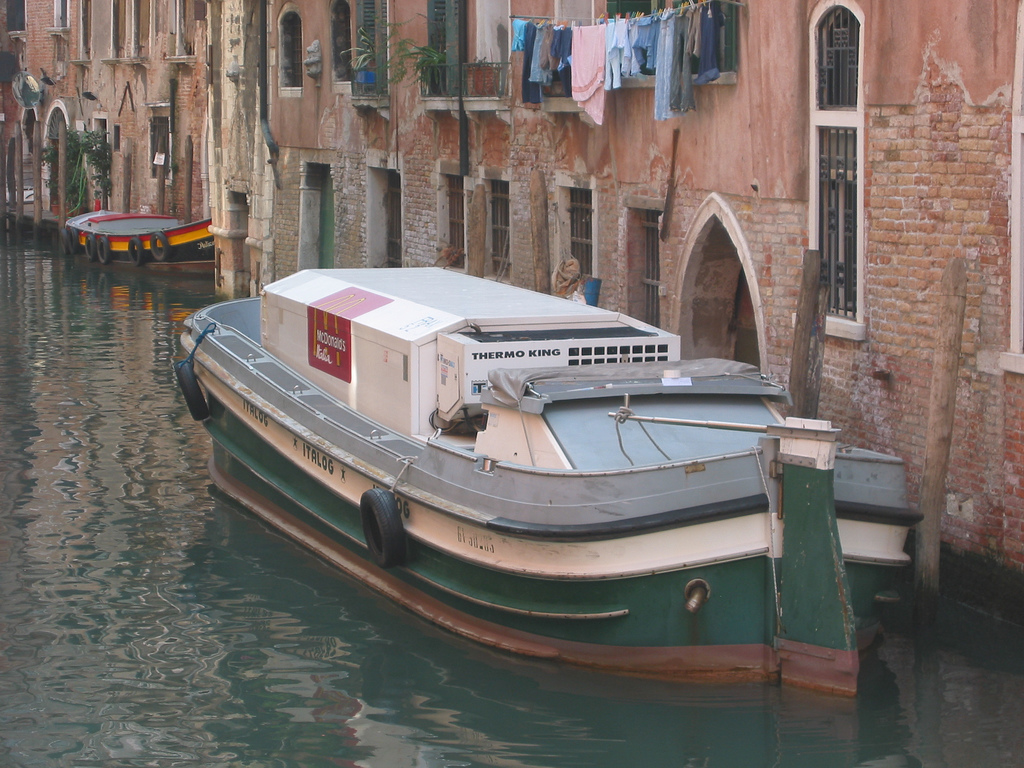
義大利威尼斯在船上开设的麦当劳分店
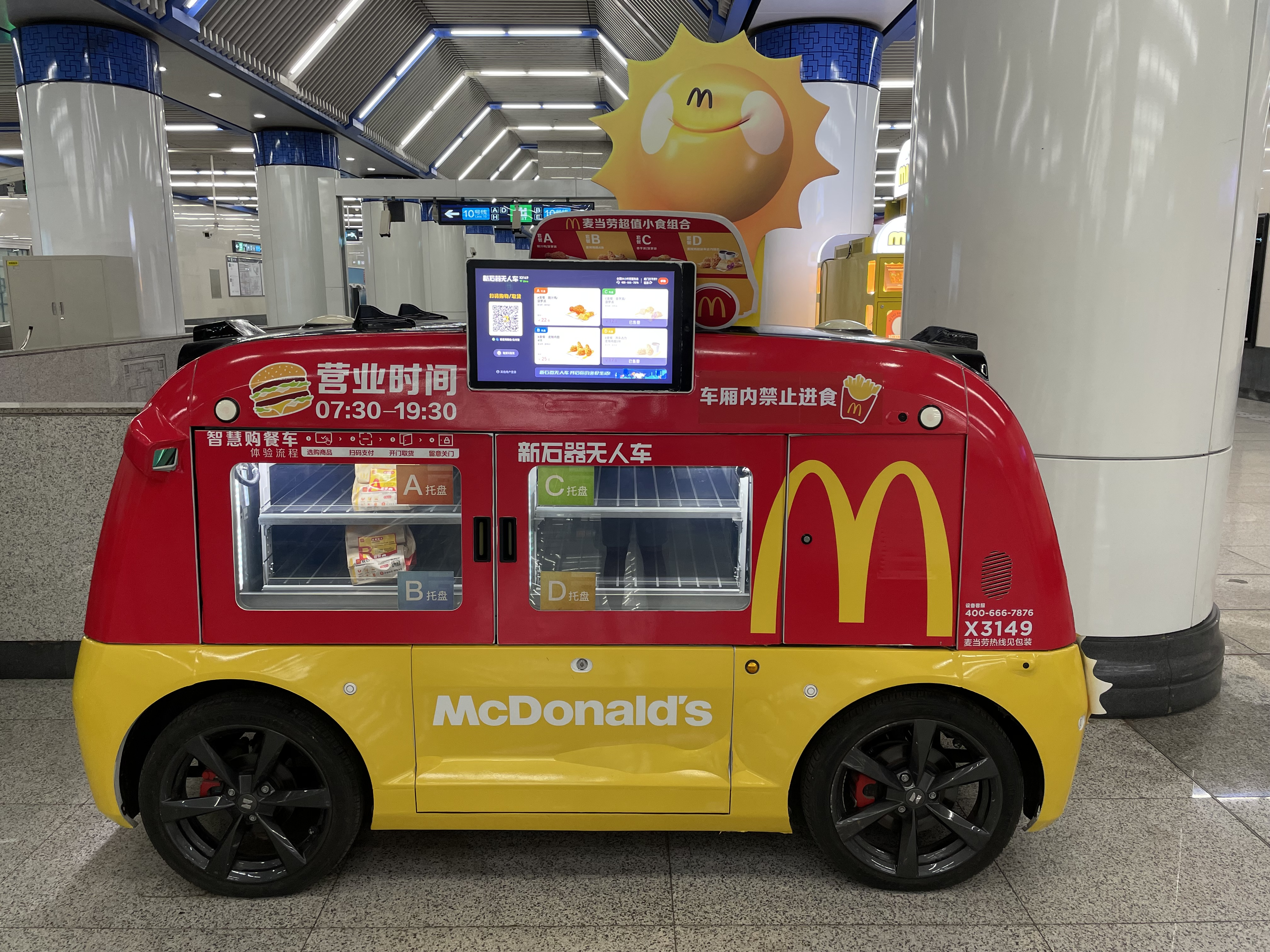
北京地鐵雙井站內的麥當勞無人購餐車

## 產品及服務特色

### 國際化及在地化
除了以美國本土既有的食物款式推行至全球外，為了迎合在世界各地民眾的口味，麥當勞也衍生許多不同特色的當地產品如：蝦漢堡、椰漿飯漢堡（nasi lemak burger）等。在泰國有提供飯食。為迎合菲律賓人愛吃米飯與甜食的習慣，麥當勞部分套餐有白飯。冰品中，冰淇淋有紫芋（Ube McDip）口味、草莓口味、熱焦糖聖代。冷飲有鳳梨汁。

### 通宵营业
香港首間24小時麥當勞為尖沙嘴北京道分店，始於1987年。
2003年7月，香港湾仔莊士敦道麦当劳分店开始了24小时营业。2006年6月21日後，銅鑼灣廣場2期分店是香港麥當勞史上首間一開幕就是24小時營業而且有咖啡館特色的分店，後來該種分店愈來愈多。至今香港已经有103间麦当劳分店实行24小时通宵营业，在長期的高租金下，成為麥難民棲息之所。然而，2019年開始，因營運原因，不少麥當勞分店已取消24小時服務。
而澳门方面，黑沙環龍園分店的麦当劳于2007年开始设有24小时麦当劳，現時澳門有7間麦当劳实行24小时通宵营业。
在中国大陸已经有过半数的麦当劳分店陆续实行24小时营业。但在新冠疫情爆发后，多家门店现已取消24小时营业。
在臺灣已經有超過200間麥當勞分店实行24小时营业。

### 外賣速遞服務
麥當勞於2009年大力推廣其24小時外賣速遞服務－，並起用當地著名藝人為代言人。
香港推出該服務不久後即傳出「麥麥送」員工為外判速遞公司「域迅快遞有限公司」，以自僱形式聘用，不受香港《僱傭條例》規管。員工無法享有勞工法例保障，包括工傷、各項假期及強積金等補償。直至有速遞員因工重傷危殆，為傳媒廣泛報道後，才引來香港社會及勞工及福利局局長張建宗關注。

### 帶動贈品換購潮流
麥當勞在1998年至2000年期間，曾經推出多款玩偶系列贈品換購，曾經成為潮流。至今，香港麥當勞仍不時推出禮物換購優惠。

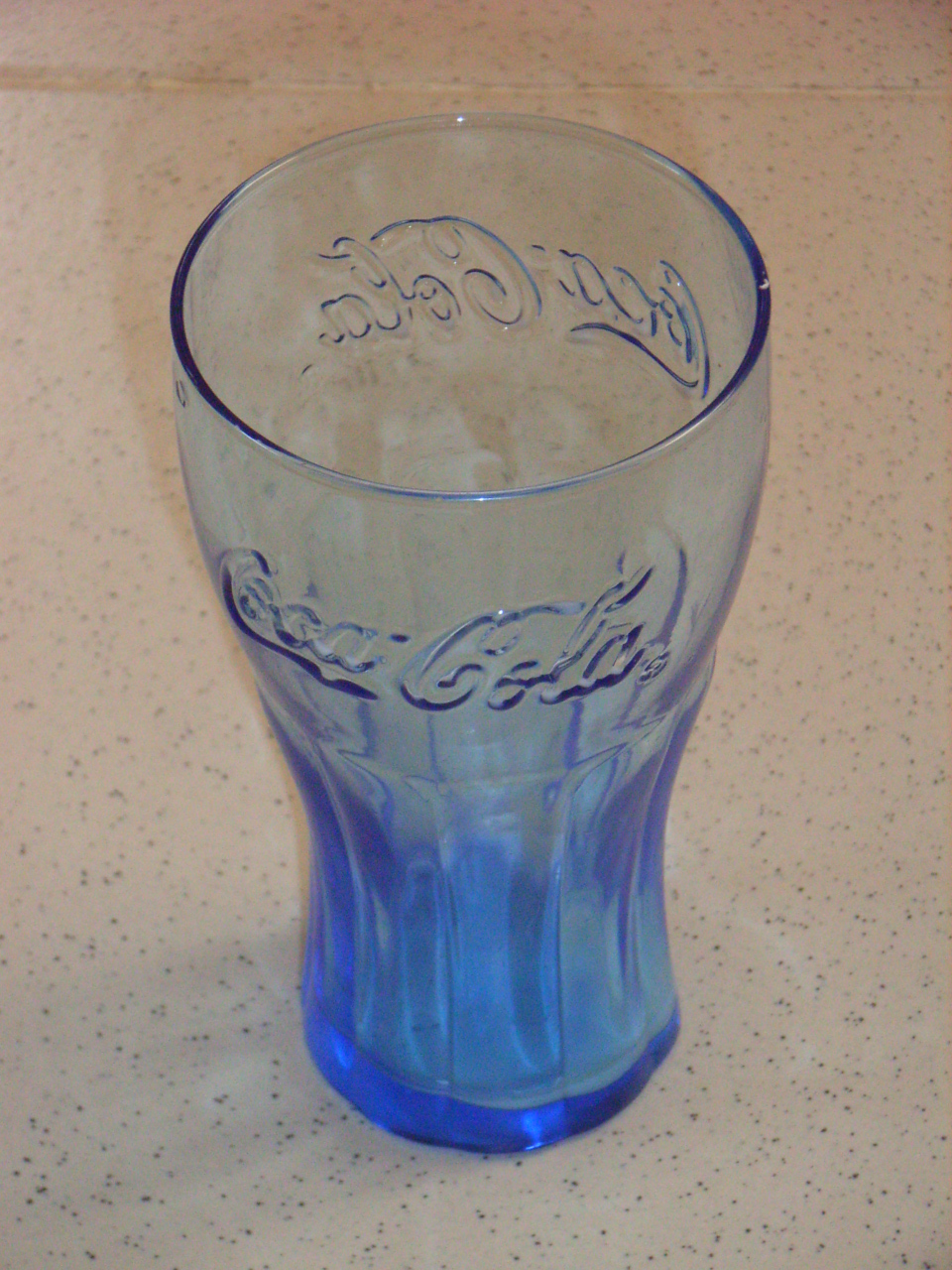
麥當勞可口可樂玻璃杯贈品
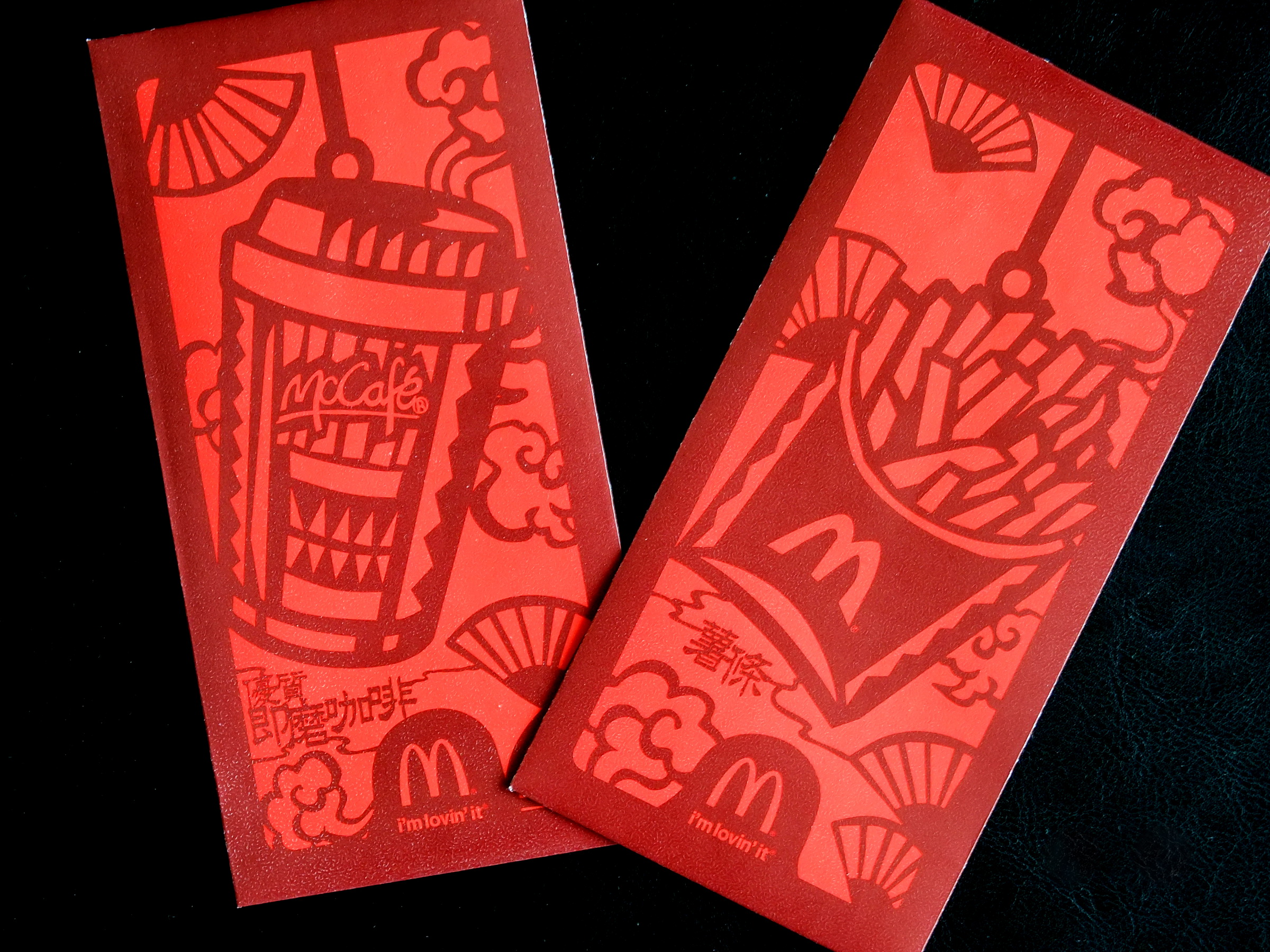
香港麥當勞的贈品

## 各地爭議
麦当劳是世界上最大的快餐食物连锁店集團，亦是面對最多批評的國際速食集團之一。麦当劳之企業版圖遍布全球六大洲119個國家，截至2017年4月，麥當勞在全球擁有約3萬6千間分店，是全球餐飲業中知名度最高的品牌，在很多国家代表着美国文化。其購買開心樂園餐免费赠送玩具等銷售策略对儿童族群更是具有吸引力。由於其規模與影響力跨越國界，麦当劳已是公眾討論關於食物導致肥胖、企業倫理和消費責任焦點等議題之焦點；其商品被指影响公众健康，例如高热量导致肥胖以及缺乏足够均衡营养等，因而被抨击为垃圾食品。部分國家甚至视其为美国生活方式入侵之象徵。麥當勞已成為全球化標記，也被指是社會“麥當勞化”一個國家麥當勞價位也反映著這個國家基本經濟與消費能力。英國《經濟學人》雜誌更用“巨無霸指數”──一個巨無霸在不同地方貨幣價格比較──來非正式評估這些貨幣購買力平價。因為麥當勞幾乎等於美國文化和生活方式，其國際商業擴張已被稱為美國化部份和美國文化帝國主義。因此麥當勞是世界各地反全球化人士抗議目標之一。

## 相關影視作品
- 2003年，美国导演摩根·史柏路克拍摄一部关于麦当劳纪录片。片名《不瘦降之謎》。史柏路克在片内暗示麦当劳食品是导致美国民众超重祸首之一。麦当劳后来更改餐单，取消特大号食品，以较健康食物代替。更换餐单刚好在影展发表此片之后，在戏院正式上映之前。
- 2016年，美國導演約翰·李·漢考克拍攝了一部有關麥當勞的電影，劇情描述雷·克洛克收購麥當勞連鎖速食店的故事。
- 2020年，香港导演黃慶勳拍摄了一部名为《麦路人》的粵語剧情片，内容主要讲述在香港的「麥難民」故事。电影描绘一班小人物，基于各种原因集结于24小时快餐店的辛酸，反映现今社会的贫富差距问题。
- 2022年香港電視劇《季前賽》中，高家孝（姜濤飾）、朱昆潤（梁業飾）和九姐（練美娟飾）工作的快餐店在沙田廣源邨廣源商場的麥當勞取景。由於該劇贊助商為該快餐店贊助，因此在播映期間，麥當勞推出了以此劇為主題兩款的期間限定漢堡包套餐，包括「姜濤最愛新世代Big Mac」及「陳卓賢期間限定漢堡Chicken Big Mac」，舉行「季前賽籃神卡」換領活動，並於金鐘設立了一間期間限定主題店[66][67][68]。
- 2023年美國科幻電視劇《洛基》第二集中曾出現1946年的麥當勞，另外為配合此劇宣傳，該地的麥樂雞醬包裝上亦都印有此劇宣傳。

## 同類型西式快餐連鎖店
- Fatburger（英语：Fatburger）
- Cheeburger Cheeburger（英语：Cheeburger Cheeburger）
- 瑪利朗（英语：Marrybrown）
- MOM's TOUCH
- 肯德基
- 賽百味
- 儂特利
- 快樂蜂
- 德克士
- 华莱士
- 頂呱呱
- 21風味館
- 丹丹漢堡
- Chick-fil-A
- 樂檸漢堡

### 麥當勞
- 麦当劳产品
- 麥當勞叔叔

### 案件
- 天瑞邨麥當勞圍毆命案：發生在香港麥當勞的圍毆致死事件
- 山東招遠麥當勞殺人事件
- 1992年台北麥當勞爆炸案

### 其他
- 蓝蓝路
- 巨無霸指數
- 麥難民